# Бок о бок (кинофестиваль)
Международный ЛГБТ-кинофестиваль «Бок о бок» (англ. LGBT International Film Festival Side by Side) — международный российский кинофестиваль, рассматривавший в контексте киноискусства вопросы сексуальной ориентации и гендерной идентичности. Он ежегодно проводился в Санкт-Петербурге с 2008 по 2021 год. С 2012 года по 2019 год программа фестиваля также показывалась в Москве. Параллельно с регулярным конкурсом командой кинофорума проводились различные специальные мероприятия, в том числе в других городах России.
Кинофестиваль декларировал стремление создать открытое культурное пространство, в рамках которого российское общество и представители ЛГБТ-сообщества могли вступить в широкую дискуссию, наладить позитивный диалог, внося тем самым вклад в борьбу с дискриминацией по признаку пола, сексуальной ориентации и гендерной идентичности. Кинофестиваль являлся площадкой, где гомосексуалы, бисексуалы и трансгендерные люди могли чувствовать себя свободно, где они могли исследовать и осмысливать свою идентичность. Девиз кинофорума: «Разная любовь — равные права».
Учредительницей кинофестиваля является Мэнни де Гуэр, в оргкомитет кинофестиваля входили в разное время Гюльнара Султанова, Ирина Сергеева, Татьяна Шманкевич, Мария Балганова, Ольга Ларина и другие.
В 2022 году в связи с неприятием российского вторжения в Украину и угрозами безопасности команда кинофестиваля покинула страну, переехав в Эстонию, где основала новый квир-культурный проект Q-Space.

## Предпосылки и концепция
Зародившееся в конце 1980-х годов российское движение за права геев и лесбиянок к середине 1990-х годов сошло на нет. К 2000-м годам фактически не сформировалось не только представительное правозащитное направление, но и целостное ЛГБТ-сообщество как совокупность людей, объединённых общими ценностями, культурой и осознанной исторической судьбой. Начавшееся в 2006 году движение гей-прайда усилило разногласия среди различных групп ЛГБТ и общества в целом; при этом оно не преследовало цели формирования культурного пространства.
В то же время на Западе сильно развита ЛГБТ-культура, в том числе в рамках киноискусства. Так в 1977 году в Сан-Франциско прошёл первый в мире ЛГБТ-кинофестиваль «Фреймлайн», а в 1987 году на Берлинском кинофестивале появляется специальная ЛГБТ-премия «Тедди». С течением времени ЛГБТ-кинофорумы стали частью культурной жизни западного общества: ежегодно проводится множество тематических фестивалей, которые посещают тысячи человек, а престижнейшие киносмотры обзавелись собственными ЛГБТ-наградами.
Кинофестиваль «Бок о бок» возник как следствие мировой традиции с одной стороны, а с другой — как ответ на насущные потребности российского ЛГБТ-сообщества. Организаторы стремились создать открытое культурное пространство, которое способствовало бы рефлексии и саморазвитию ЛГБТ-сообщества, и в то же время знакомило широкую общественность с проблематикой этого сообщества, строя позитивный диалог меньшинства с большинством, развенчивая мифы и стереотипы, способствуя изменению общественного мнения, развитию понимания, принятия и толерантности. Организаторы считают это одним из путей преодоления ненависти, дискриминации и насилия в отношении ЛГБТ.
Программа фестиваля состоит из четырёх основных направлений, в которых вручаются соответствующие награды: секция игрового кино, секция документального кино и короткий метр (документальное и игровое кино). Фильмы отбираются из программ кинофорумов последних сезонов и присланных заявок на участие. Внеконкурсная программа включает разнообразные мероприятия: показы уникальных ретроспектив, выставки, фотоконкурсы, презентации книг, концерты, мастер-классы и т. д. Обычно показ сопровождается дискуссией или лекцией, затрагивающими раскрытые в фильме актуальные проблемы и их проекции в современном российском обществе. В каждом мероприятии кинофестиваля принимают участие специальные гости, являющиеся известными зарубежными и отечественными специалистами в области искусства, социологии, психологии или прав человека. Предварительно из их числа формируется жюри конкурса фильмов, которое выбирает победителя в каждой из номинаций. Приз зрительских симпатий определяется путём анализа анкет зрительских голосований.
Фестиваль при организации мероприятий активно привлекает волонтёров и сторонников. В разное время партнёрами форума были Берлинский кинофестиваль, Киевский кинофестиваль «Молодость», Институт имени Гёте, Датский институт культуры, Шведский институт кино, Фонд Генриха Бёлля, журнал «TimeOut», , культурный центр «Этажи», радио «Эхо Москвы», гостиница «Англетер», сеть «Буквоед», сеть «Идеальная чашка», Геометрия.ру и другие.

## I кинофестиваль в 2008 году

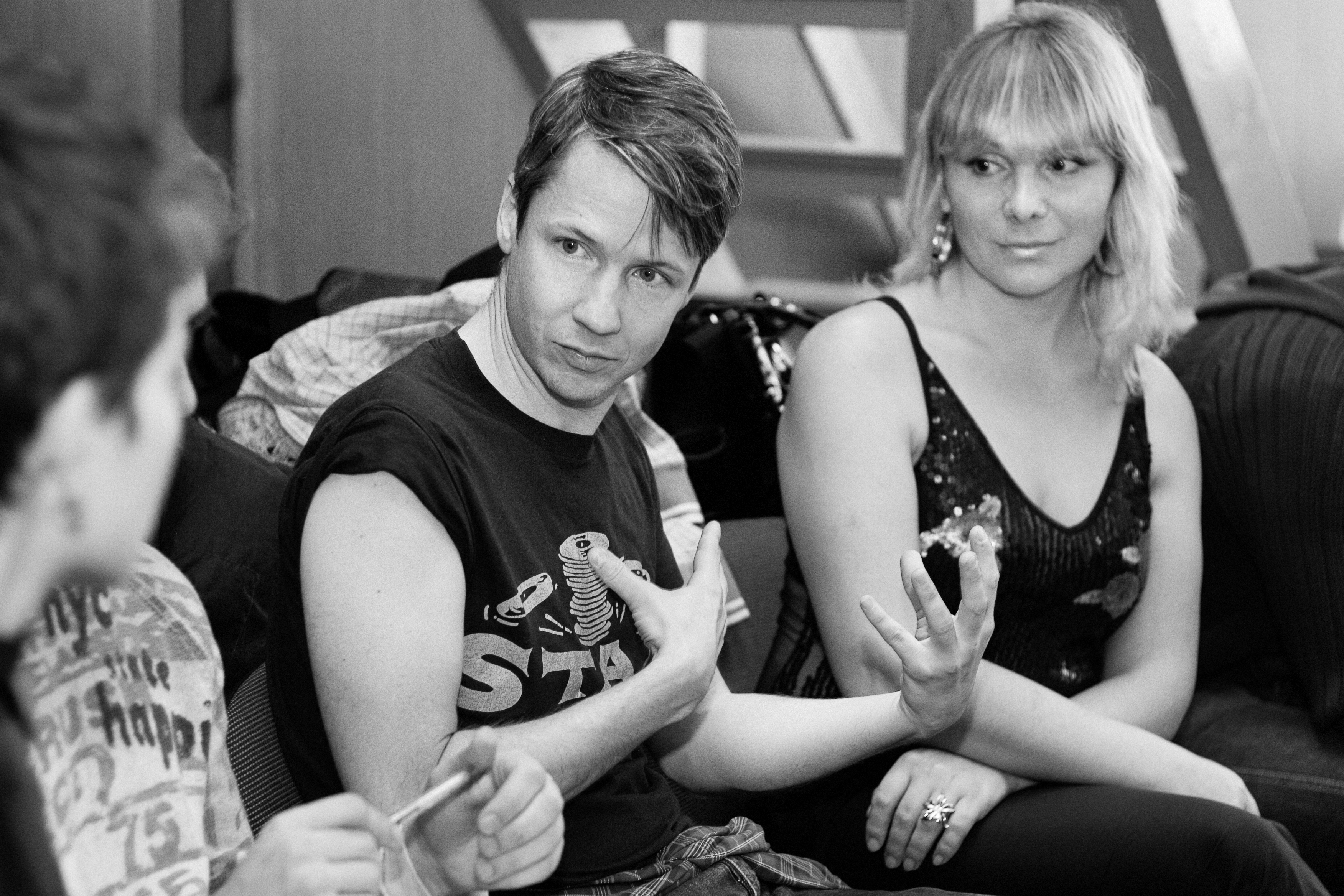
Дискуссия. Джон Кэмерон Митчелл и Джульетта Баширова

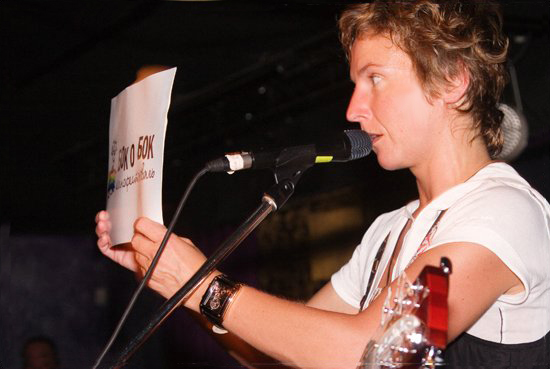
Светлана Сурганова объявляет победителя фотоконкурса

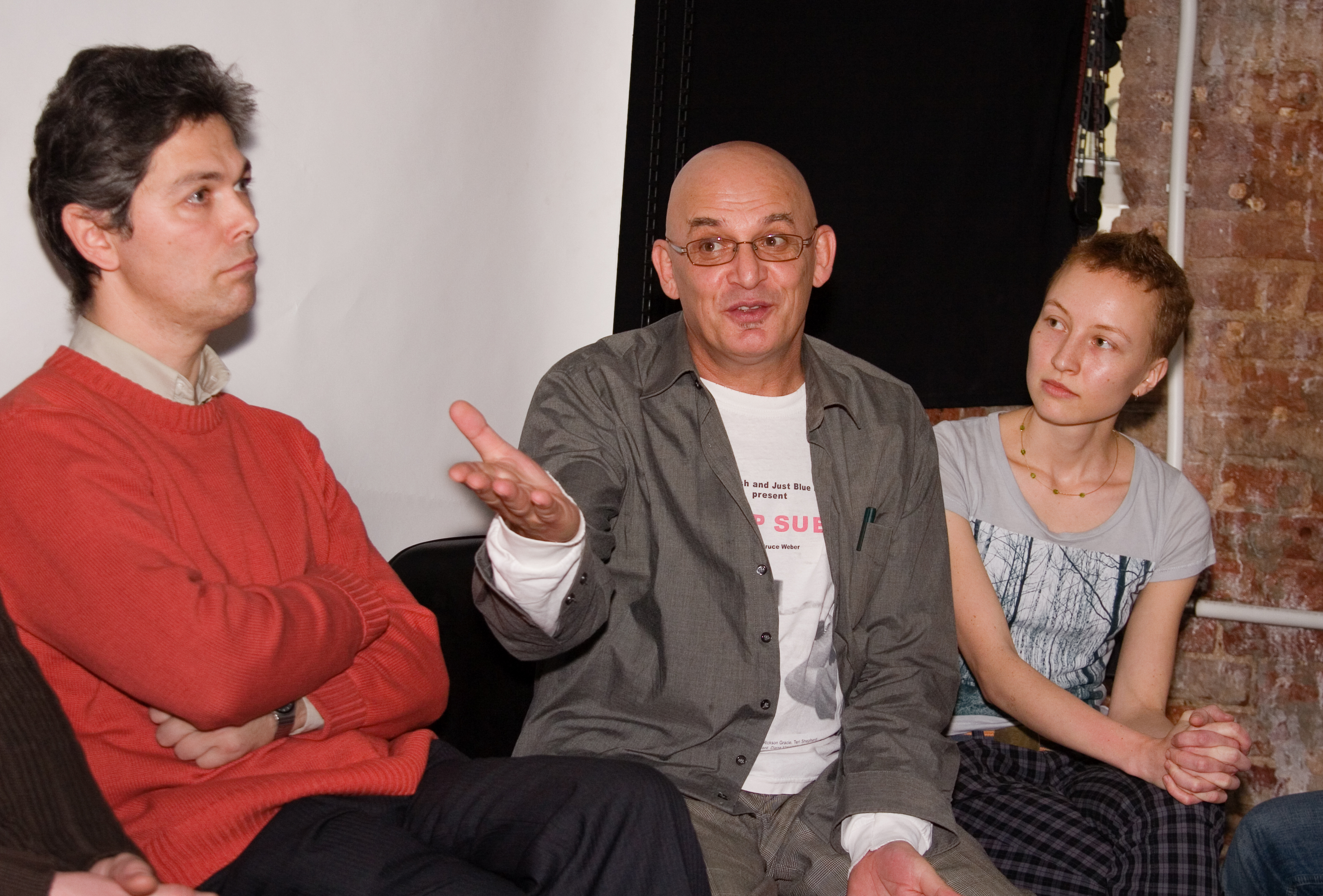
Дискуссия. Дмитрий Исаев, Клаус Ашенеллер

Идея проведения кинофестиваля в Санкт-Петербурге зародилась на встрече Мэнни де Гуэр и Ирины Сергеевой летом 2007 года. В конце декабря было объявлено о его проведении, что вызвало широкий резонанс и бурные дискуссии в российском обществе.
В поддержку кинофестиваля выступили кинорежиссёр Александр Сокуров, рок-певица Светлана Сурганова, социолог Игорь Кон, актёр Анатолий Равикович, правозащитник Сергей Григорьянц, общественная деятельница Валерия Новодворская, британская писательница Сара Уотерс, британский правозащитник Питер Тэтчелл, израильский режиссёр Эйтан Фокс, израильский продюсер Гал Уховски, американский режиссёр Джон Кэмерон Митчелл, ЛГБТ-активист Николай Алексеев. Берлинский кинофестиваль, Нью-Йоркский ЛГБТ-кинофестиваль «NewFest» и Киевский кинофестиваль «Молодость» официально поддержали проведение фестиваля «Бок о бок».
С негативной оценкой фестиваля выступили представители «Международного объединения кинематографистов славянских и православных народов» актёры Николай Бурляев и Михаил Пореченков, «Народный собор», продюсер Марк Рудинштейн, артист Олег Басилашвили, режиссёр Евгений Татарский, руководитель пресс-службы Московской патриархии Михаил Моисеев, глава городского комитета по культуре Николай Буров.
В феврале 2008 года кинотеатр «Дом Кино», в котором изначально планировались показы и с которым были достигнуты письменные договорённости, расторг предварительный договор с организаторами по причине «ремонта здания кинотеатра», хотя, как выяснилось позже, кинотеатр на этот период закрыт не был. В сентябре 2008 года после начала продажи билетов киноцентр «Пик» под давлением властей расторг договор без объяснения причин. Параллельно с этими событиями прошли милицейские рейды в гей-клубах «Бункер» и «Центральная Станция», в ходе которых посетителей оскорбляли, унижали и шантажировали. В октябре 2008 года найденные новые площадки (клубы «Сочи» и «The Place») были закрыты в ночь перед открытием кинофестиваля на две недели по предписанию пожарной инспекции, однако через несколько дней после отказа от проведения кинопоказов они возобновили свою работу.
В связи с этими событиями молодёжное движение «Оборона» и ЛГБТ-организация «Выход» обратилось с открытыми письмами к губернатору Санкт-Петербурга Валентине Матвиенко с требованиями разобраться в происходящем. Поддержку высказали также известные петербургские художницы Глюкля и Цапля, которые в день закрытия фестиваля изменили свою программу в «Доме Кино» и показали свой фильм о мальчиках-транссексуалах «Комната Вики и Жени», а группа студентов провела у комитета по культуре Санкт-Петербурга акцию «Реформация», намекнув на немецкого реформатора Мартина Лютера.
В итоге кинофестиваль прошёл 4—5 октября 2008 года «подпольно» — на закрытой площадке и без анонсирования в открытых источниках. В течение двух дней шли показы художественных и документальных фильмов программы, в том числе панорама короткометражных фильмов победителей Берлинского кинофестиваля. После просмотров проходили дискуссии по проблематике фильмов, в которых приняли участие гости фестиваля: режиссёры Джон Кэмерон Митчелл, режиссёр российского документального фильма «Чужое тело» Максим Зирин, продюсер премии «Тедди» Берлинского кинофестиваля Клаус Мейбл Ашенеллер, российская транс-женщина Джульетта Баширова, специалист по вопросам трансгендерности Дмитрий Исаев и другие. Вне основной программы прошёл фотоконкурс «Любовь в розовом и голубом измерении», в рамках которого также были представлены фотопроекты Лиды Михайловой «Я — лесбиянка. Знают ли об этом окружающие?»  и Александра Низовского «Drag Queens Show» .

### Конкурсная программа
В  конкурсную программу фестиваля вошло 8 игровых, 8 документальных и 23 короткометражных фильма, в том числе обладатели премии «Оскар», Каннского и Берлинского кинофестивалей. Среди них — одна российская документальная лента и одна казахстанская короткометражка.
| Игровые фильмы | Документальные фильмы | Короткометражные фильмы |
| --- | --- | --- |
| - «Хедвиг и злосчастный дюйм», реж. Джон Кэмерон Митчелл, США, 2001 - «XXY», реж. Лусия Пуэнсо, Аргентина, 2007 - «Пузырь», реж. Эйтан Фокс, Израиль, 2006 - «Водяные лилии», реж. Селин Сьямма, Франция, 2007 - «Соня», реж. Кирси Лииматайнен, Германия, 2006 - «Связанные руки», реж. Дэн Уолман, Израиль, 2006 - «Паучьи лилии», реж. Зеро Чжоу, Тайвань, 2007 - «Раскрытие», реж. Анджелина Маккароне, Германия, 2005 | - «Право на наследие», реж. Синтия Вейд, США, 2007 - «Гей и Грей», реж. Николас Чесла, США, 2000 - «Джорджи герл», реж. Энни Голдсон и Питер Уэллс, Новая Зеландия, 2001 - «Чужое тело», реж. Максим Зирин, Россия, 2008 - «Отцовский инстинкт», реж. Мюррей Носсел, США, 2004 - «Ибо сказано в Библии», реж. Даниель Карслайк, США, 2007 - «Любой и каждый», реж. Сюзан Полис Шутс, США, 2007 - «Винт», реж. Тод Альберг, США, 2006 | \| - «Праздник», реж. Даниэль Стедман, США, 2001 - «Релакс», реж. Крис Ньюби, Англия, 1991 - «Чем это смыть?», реж. Мария Тренор, Испания, 2003 - «Чёрствый хлеб», реж. Натали Персилье, Гернания, 1999 - «Прекрасные мгновенья», реж. Ларс Круцкофф, Ян Далчоу, Норвегия, 2003 - «Эре Мела Мела», реж. Даниэль Вайрот, Франция, 2000 - «Тревор», реж. Пегги Райски, США, 1994 - «Лю в ожидании весны», реж. Эндрю Су, Австралия, 1998 - «Вмешательство», реж. Джей Дюпласс, США, 2004 - «Горькая правда», реж. Илппо Похйола, Финляндия, 1992 - «Перечницы», реж. Изабел Хегнер, США, 1997 - «Смятая постель», реж. Мириам Донасис, Франция, 2007 \| - «По буквам», реж. Алма М., Кима Т., Казахстан, 2008 - «Sexy thing», реж. Дени Пентекост, Австралия, 2006 - «Частная жизнь», реж. Эбби Робинсон, Англия, 2006 - «Без бикини», реж. Клавдия Эскания, Канада, 2007 - «Гроучо», реж. Медардо Амор, Анхель Суарез, Испания, 2006 - «Самый грустный мальчик в мире», реж. Джеми Тревис, Канада, 2006 - «Лакированные ботинки», реж. Марк Салтарелли, США, 2005 - «Кали Ма», реж. Соман Чайнани, США/Индия, 2007 - «41 секунда», реж. Тобиас Мартин, Родней Свелл, Германия, 2006 - «Алкали, штат Айова», реж. Марк Кристофер, США, 1996 - «Героини любви», реж. Натали Персилье, Лили Бесили, Германия, 1997 \| |
| - «Праздник», реж. Даниэль Стедман, США, 2001 - «Релакс», реж. Крис Ньюби, Англия, 1991 - «Чем это смыть?», реж. Мария Тренор, Испания, 2003 - «Чёрствый хлеб», реж. Натали Персилье, Гернания, 1999 - «Прекрасные мгновенья», реж. Ларс Круцкофф, Ян Далчоу, Норвегия, 2003 - «Эре Мела Мела», реж. Даниэль Вайрот, Франция, 2000 - «Тревор», реж. Пегги Райски, США, 1994 - «Лю в ожидании весны», реж. Эндрю Су, Австралия, 1998 - «Вмешательство», реж. Джей Дюпласс, США, 2004 - «Горькая правда», реж. Илппо Похйола, Финляндия, 1992 - «Перечницы», реж. Изабел Хегнер, США, 1997 - «Смятая постель», реж. Мириам Донасис, Франция, 2007 | - «По буквам», реж. Алма М., Кима Т., Казахстан, 2008 - «Sexy thing», реж. Дени Пентекост, Австралия, 2006 - «Частная жизнь», реж. Эбби Робинсон, Англия, 2006 - «Без бикини», реж. Клавдия Эскания, Канада, 2007 - «Гроучо», реж. Медардо Амор, Анхель Суарез, Испания, 2006 - «Самый грустный мальчик в мире», реж. Джеми Тревис, Канада, 2006 - «Лакированные ботинки», реж. Марк Салтарелли, США, 2005 - «Кали Ма», реж. Соман Чайнани, США/Индия, 2007 - «41 секунда», реж. Тобиас Мартин, Родней Свелл, Германия, 2006 - «Алкали, штат Айова», реж. Марк Кристофер, США, 1996 - «Героини любви», реж. Натали Персилье, Лили Бесили, Германия, 1997 | |

### Жюри кинофестиваля

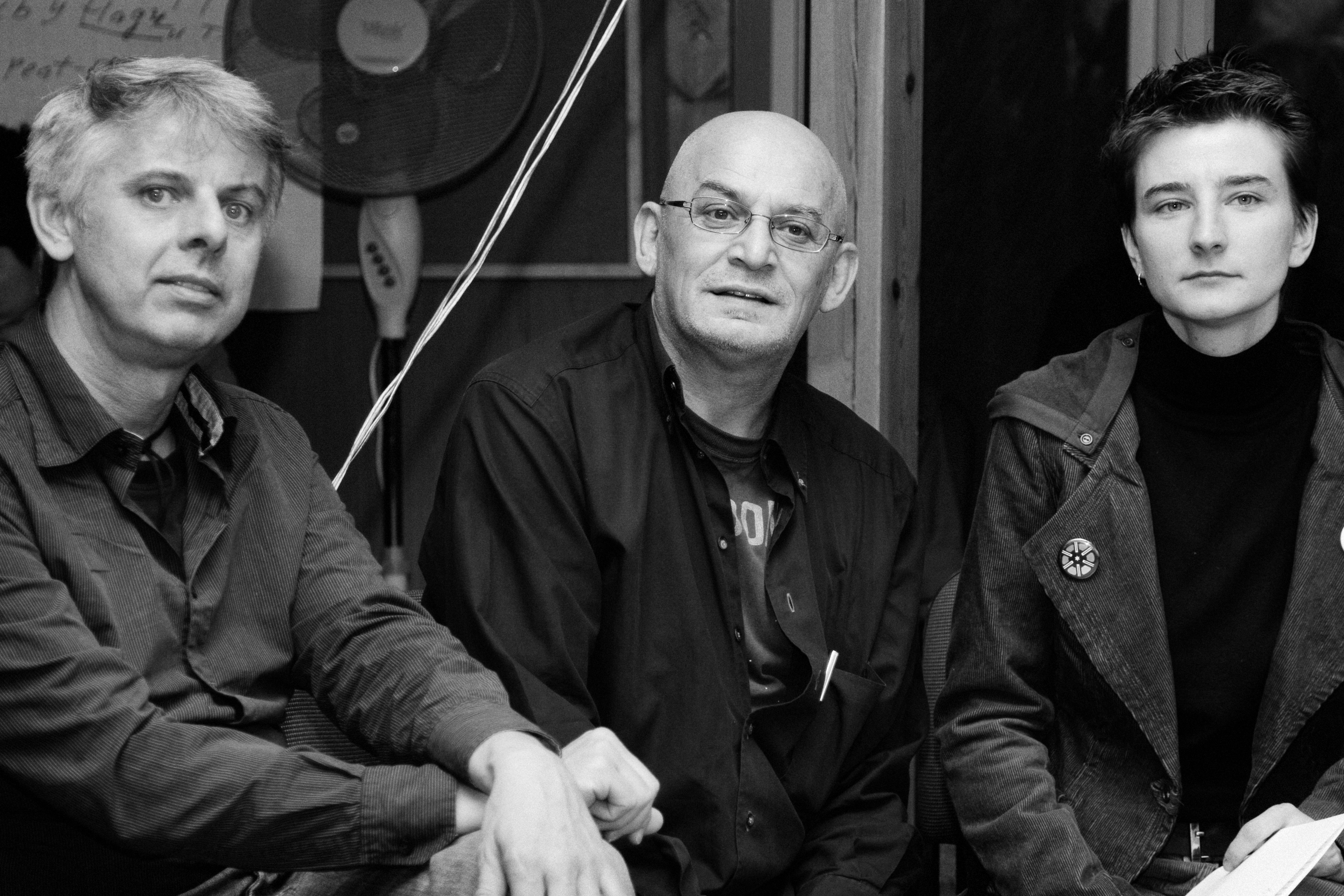
Дискуссия. Родний Свелл, Клаус Мабел Ашенеллер, Гюльнара Султанова

- Клаус Мейбел Ашенеллер (нем. Klaus Mabel Ascheneller) — продюсер премии «Тедди» Берлинского кинофестиваля;
- Светлана Сурганова — известная российская рок-музыкант, основательница групп «Ночные снайперы» и «Сурганова и оркестр»;
- Бэзил Циокос (англ. Basil Tsiokos) — художественный директор Нью-Йоркского ЛГБТ-кинофестиваля «NewFest».

### Награды
- Лучший игровой фильм — «ХХУ», режиссёр Лусия Пуэнсо, Аргентина, 2007
- Лучший документальный фильм — «Любой и каждый» («Anyone and Everyone»), режиссёр Сюзан Полис Шутс, США, 2007
- Лучший короткометражный фильм — «Без бикини» («No Bikini»), режиссёр Клавдия Эскания, Канада, 2007
- Приз зрительских симпатий — «Чужое тело», режиссёр Максим Зирин, Россия, 2008

### Последующие события
В дальнейшем фильмы из программы фестиваля были показаны на различных площадках города, а также представлены в ходе целого ряда фестивалей: Киевского кинофестиваля «Молодость», Международного кинофестиваля против расизма и ксенофобии «Открой глаза!», Санкт-Петербургского международного кинофестиваля «Фестиваль фестивалей», Недели Германии в Санкт-Петербурге. Организатор фестиваля Мэнни де Гуэр была приглашена в качестве жюри премии «Тедди» на 59-й Берлинский международный кинофестиваль.
В сентябре 2009 года организатор кинофестиваля Гюльнара Султанова вместе с председателем Российской ЛГБТ-сети Игорем Кочетковым встретились с Уполномоченным по правам человека в Санкт-Петербурге Игорем Михайловым и заручились его поддержкой.
Также были выпущены просветительские брошюры на тему камин-аута («Как сказать? Архивная копия от 15 марта 2012 на Wayback Machine» и «Как понять? Архивная копия от 15 марта 2012 на Wayback Machine») и «Родительство. Трансгендер. Религия. Архивная копия от 15 марта 2012 на Wayback Machine».

## II кинофестиваль в 2009 году

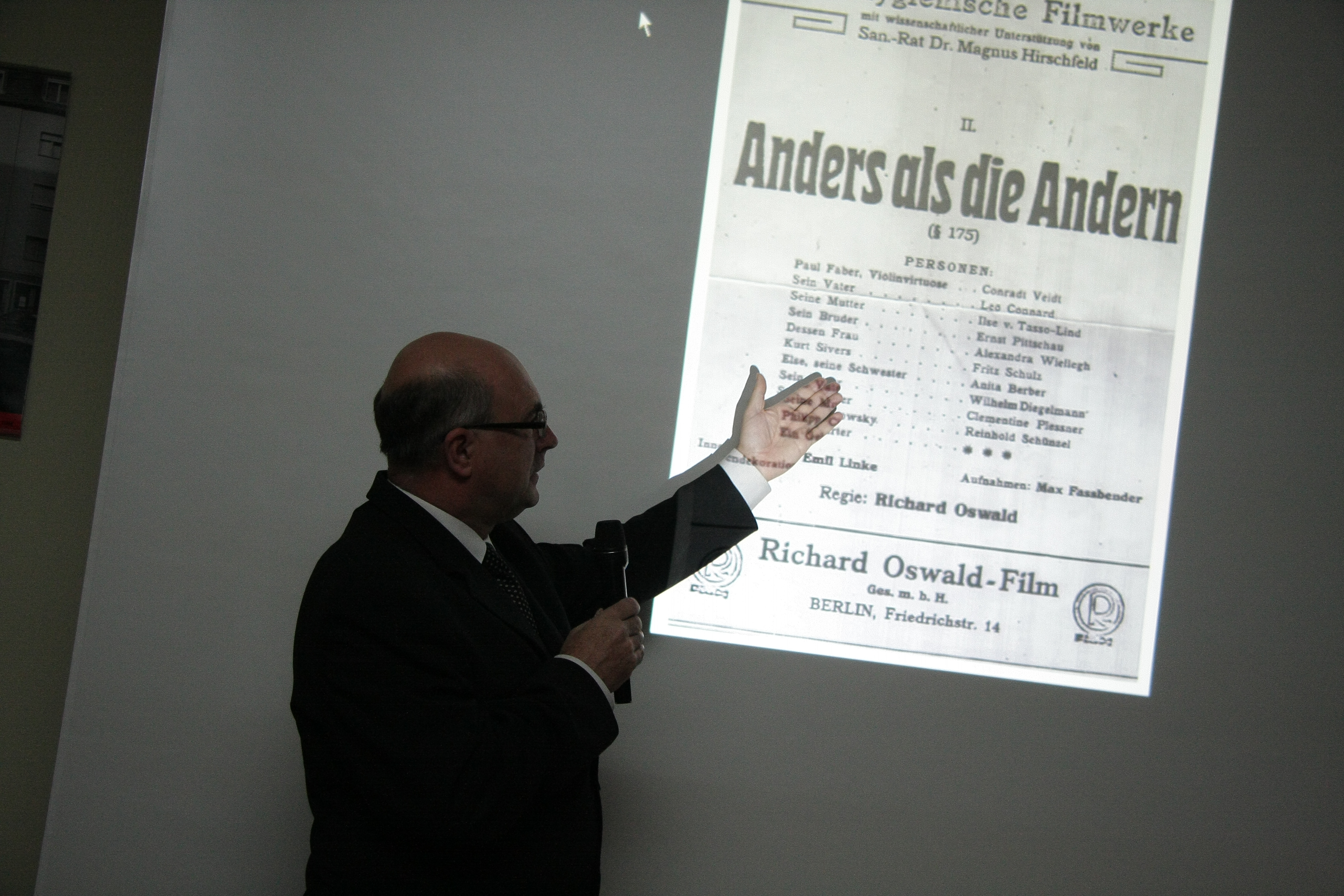
Искусствовед Иван Чечот читает лекцию на показе фильма «Не такой как все»

Второй кинофестиваль прошёл с 23 по 31 октября 2009 года. В отличие от предыдущего года его проведение не вызвало столь бурной реакции в обществе, а сами показы состоялись с предварительным открытым анонсированием в СМИ. Чтобы кинофорум не был сорван, организаторы заручились поддержкой консульств и культурных центров стран Западной Европы. По оценкам организаторов, кинофестиваль посетило более двух тысяч человек. Помимо кинопоказов состоялся целый ряд круглых столов, на которых были подняты разнообразные темы: история гей-кинематографа, воспоминания о первом российском ЛГБТ-кинофестивале «Грани любви — иной взгляд» (1994 год), права ЛГБТ-людей в России и возможности изменений; репрессии в отношении гомосексуалов во времена Третьего Рейха; транссексуальность, проблемы пожилых ЛГБТ-людей и многое другое. На вопросы зрителей ответили специалисты в области психологии, искусствоведения, социологии и прав человека: социолог и сексолог Игорь Кон, психотерапевт Дмитрий Исаев, ЛГБТ-активист Игорь Кочетков, искусствовед Иван Чечот, немецкая акционистка Махида Лайн, ВИЧ-активист Николай Панченко, поэтесса и бард Ольга Краузе, правозащитники Александр Винников, Владимир Шнитке, Максим Иванцов, Нина Таганкина и другие.
Однако не обошлось без инцидентов: перед презентацией книги «Мальчик — отец мужчины» профессора Игоря Кона в зал книжного магазина «Буквоед», где должна была проходить презентация его книги, одновременно явились корреспонденты НТВ и группа националистов во главе с Романом Зенцовым. Мероприятие было отменено по решению организаторов кинофестиваля, которые обвинили корреспондентов НТВ в попытке организации постановочного скандала с участием националистов.
Вне конкурсной программы была показана ретроспектива немецкого кино Веймарской республики: «Не такой как все» — первый в истории кинематографа гей-фильм, «Девушки в униформе» — фильм, впервые затронувший тему женской гомосексуальности, и культовую картину «Михаэль». Закончился кинофорум концертом Ульяны Ангелевской.

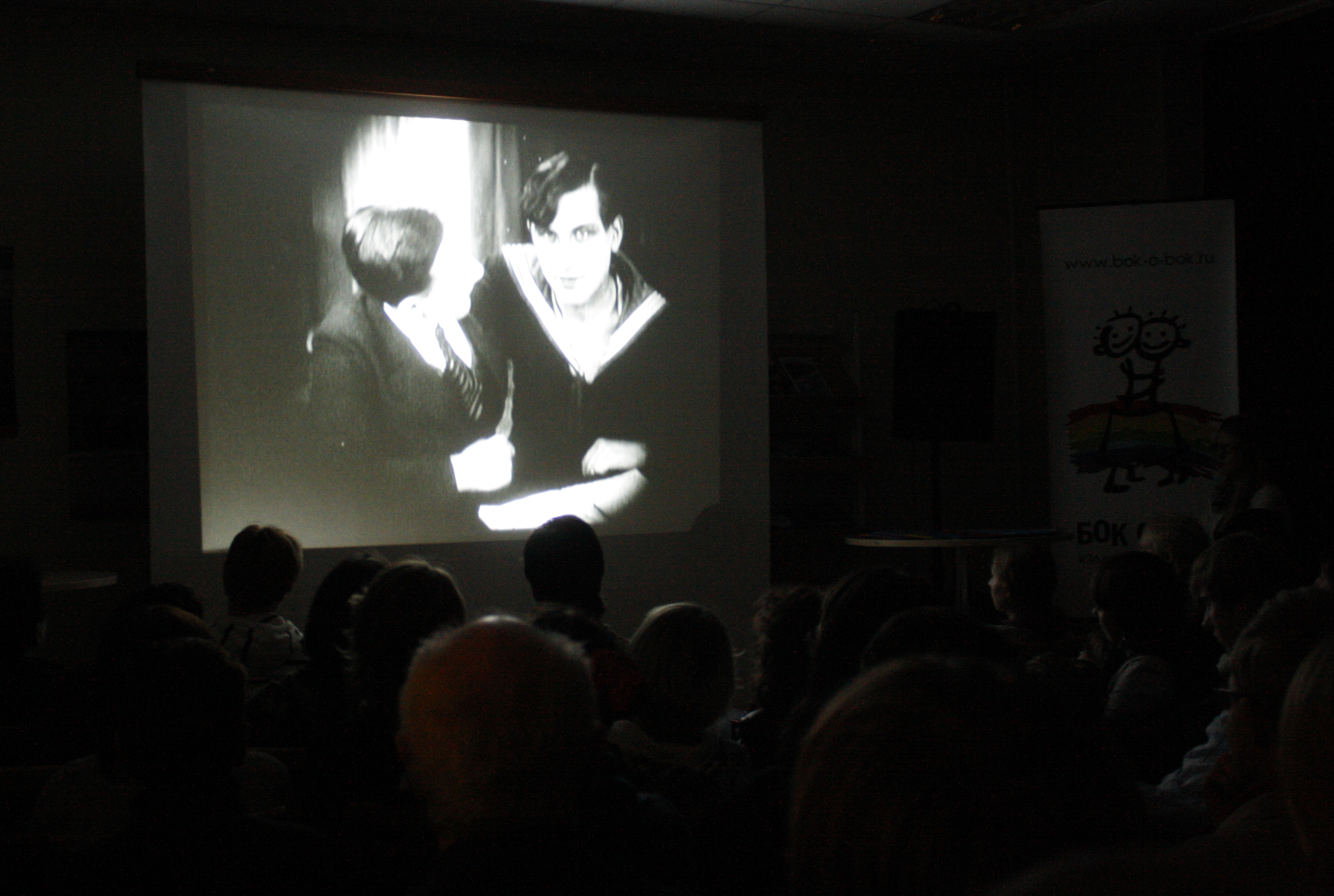
Показ фильма «Не такой как все»
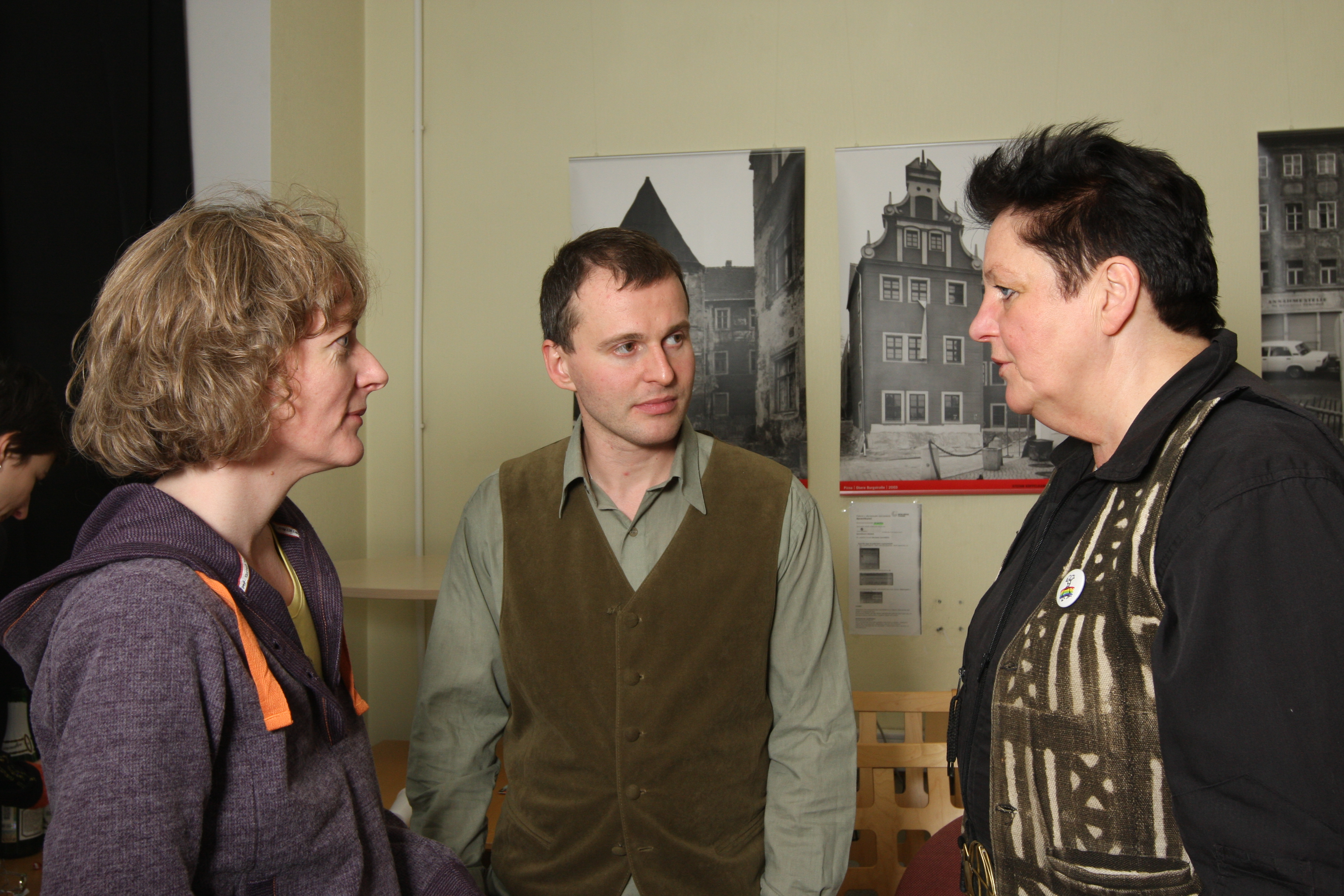
Кулуары: Мэнни де Гуэр, Алексей Горин, Махида Лайн
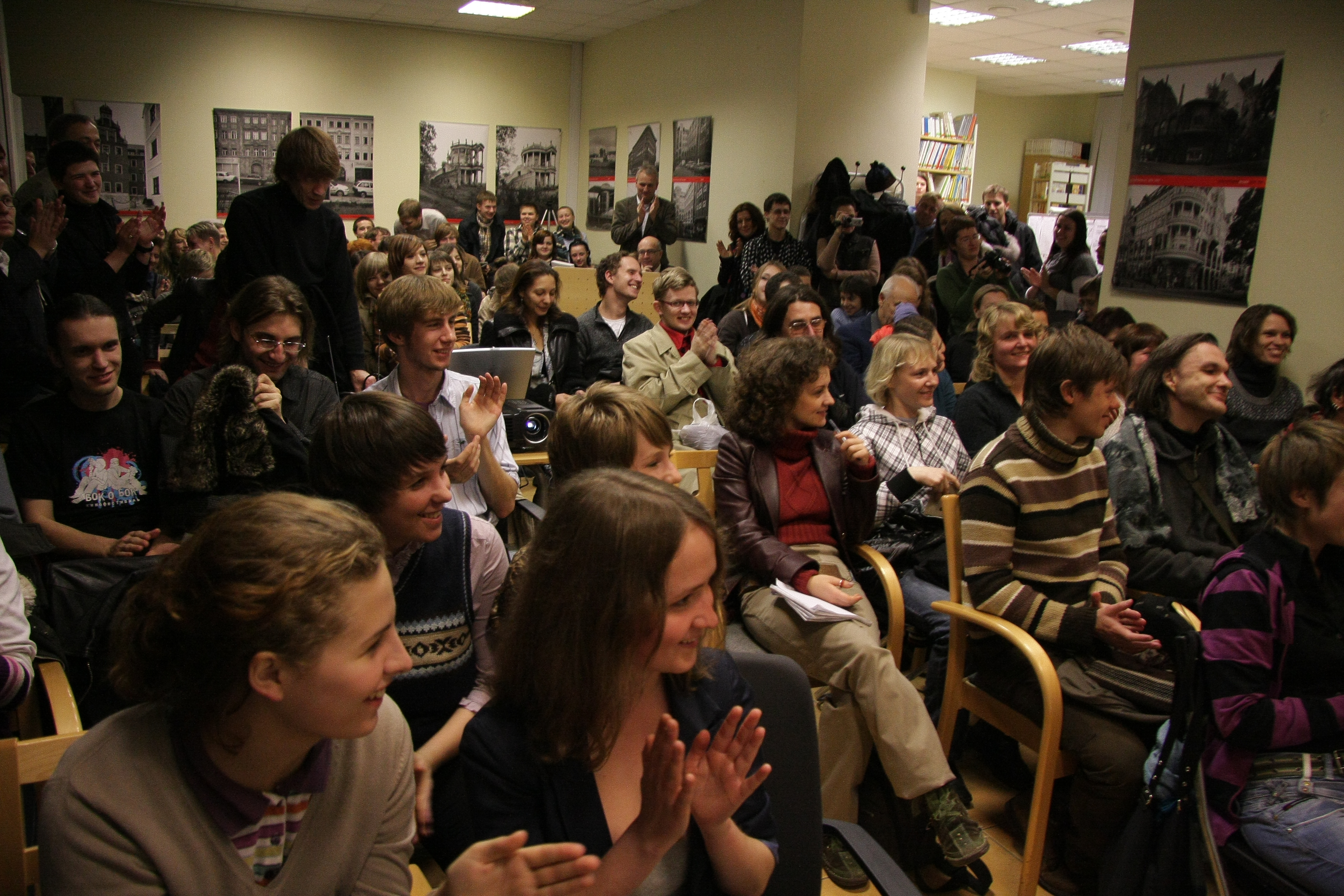
Переполненный кинозал Института имени Гёте
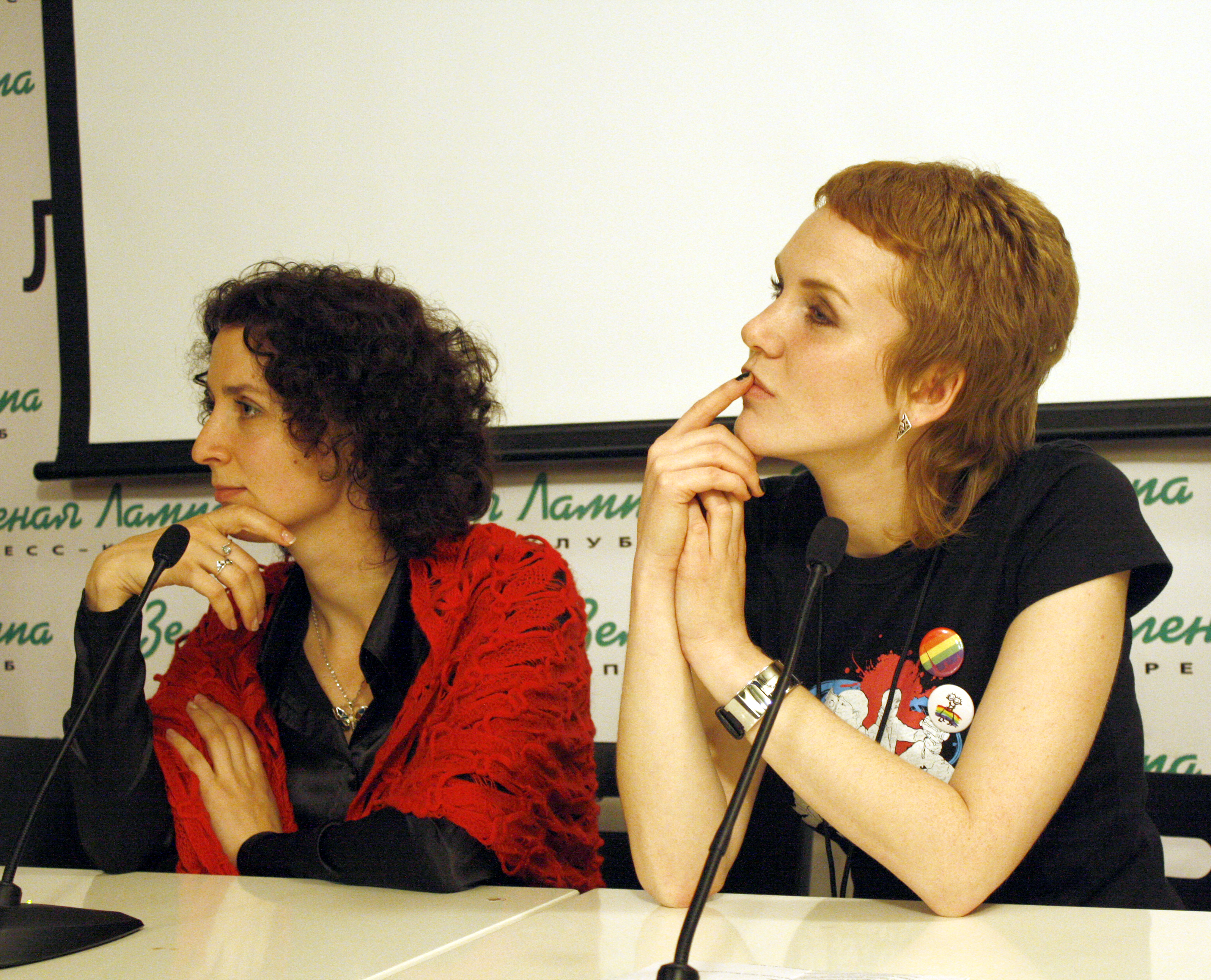
Дискуссионный стол: Наталья Гудзовская и Ольга Рудная

### Конкурсная программа
В связи с фактическим срывом фестиваля в 2008 году программа была частично повторена в 2009 году. Всего было показано 4 художественных, 6 документальных и 12 короткометражных фильмов.
| Игровые фильмы | Документальные фильмы | Короткометражные фильмы |
| --- | --- | --- |
| - «Моя прекрасная прачечная», реж. Стивен Фрирз, Великобритания, 1985 - «Водяные лилии», реж. Селин Сьямма, Франция, 2007 - «Соня», реж. Кирси Лииматайнен, Германия, 2006 - «Связанные руки», реж. Дэн Уолман, Израиль, 2006 | - «Право на наследие», реж. Синтия Вейд, США, 2007 - «Гей и Грей», реж. Николас Чесла, США, 2000 - «Джорджи герл», реж. Энни Голдсон и Питер Уэллс, Новая Зеландия, 2001 - «Отцовский инстинкт», реж. Мюррей Носсел, США, 2004 - «Ибо сказано в Библии», реж. Даниель Карслайк, США, 2007 - «Параграф 175», реж. Роб Эпштейн, США, 2001                                    | \| - «Смятая постель», реж. Мириам Донасис, Франция, 2007 - «Воссоединение семьи», реж. Изольд Угаддоттир, США, 2007 - «Без бикини», реж. Клавдия Эскания, Канада, 2007 - «Частная жизнь», реж. Эбби Робинсон, Англия, 2006 - «Я — гей», реж. Николас Коловос, Швеция, 2008 - «Гроучо», реж. Медардо Амор, Анхель Суарез, Испания, 2006 \| - «Самый грустный мальчик в мире», реж. Джеми Тревис, Канада, 2006 - «Лакированные ботинки», реж. Марк Салтарелли, США, 2005 - «Кали Ма», реж. Соман Чайнани, США/Индия, 2007 - «41 секунда», реж. Тобиас Мартин, Родней Свелл, Германия, 2006 - «Алкали, штат Айова», реж. Марк Кристофер, США, 1996 - «Героини любви», реж. Натали Персилье, Лили Бесили, Германия, 1997 \| |
| - «Смятая постель», реж. Мириам Донасис, Франция, 2007 - «Воссоединение семьи», реж. Изольд Угаддоттир, США, 2007 - «Без бикини», реж. Клавдия Эскания, Канада, 2007 - «Частная жизнь», реж. Эбби Робинсон, Англия, 2006 - «Я — гей», реж. Николас Коловос, Швеция, 2008 - «Гроучо», реж. Медардо Амор, Анхель Суарез, Испания, 2006 | - «Самый грустный мальчик в мире», реж. Джеми Тревис, Канада, 2006 - «Лакированные ботинки», реж. Марк Салтарелли, США, 2005 - «Кали Ма», реж. Соман Чайнани, США/Индия, 2007 - «41 секунда», реж. Тобиас Мартин, Родней Свелл, Германия, 2006 - «Алкали, штат Айова», реж. Марк Кристофер, США, 1996 - «Героини любви», реж. Натали Персилье, Лили Бесили, Германия, 1997 | |

### Жюри кинофестиваля

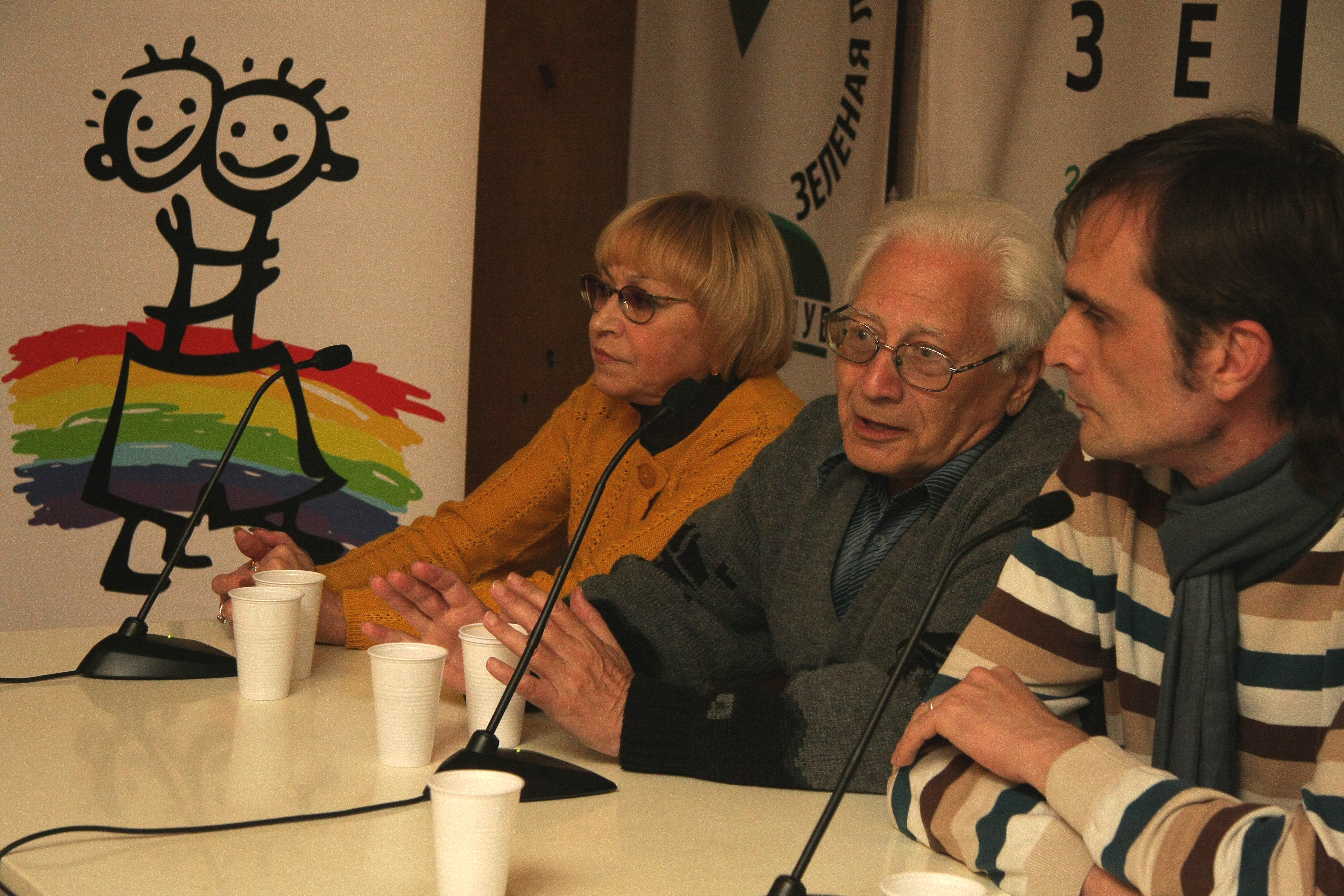
Круглый стол на показе фильма «Параграф 175». Слева направо: Нина Таганкина, Игорь Кон, Игорь Кочетков

- Игорь Кон — известный российский социолог и философ;
- Тамара Ларина — арт-директор Международного фестиваля короткометражного кино и анимации «Open Cinema»;
- Нина Таганкина — правозащитница, исполнительный директор МХГ;
- Махида Лайн (нем. Mahide Lein) — немецкая арт-акционистка, глава организации «Ahoi-Kultur», организатор первого в России ЛГБТ-кинофестиваля «Грани любви — иной взгляд» (Санкт-Петербург, 1994)[53][54];
- Сергей Байдак — руководитель проекта «Иноекино».

### Награды
В связи с частичным повторением программы 2008 года было принято решение о реорганизации системы наград.
- Лучший социальный фильм — «Право на наследие» («Freeheld»), режиссёр Синтия Вейд, США, 2007
- Лучший просветительский фильм — «Я — гей» («I Am Gay»), режиссёр Николас Коловос, Швеция, 2008
- Лучший фильм о человеческом достоинстве — «Джорджи герл» («Georgie Girl»), режиссёры Анне Голдсон и Петер Велс, Новая Зеландия, 2001
- Приз зрительских симпатий — «Девушки в униформе» («Mädchen in Uniform»), режиссёр Леонтин Саган, Германия, 1931

### Последующие события
ЛГБТ-кинофестиваль «Бок о бок» получил награду фонда Берлинского фестиваля «Тедди» за вклад в развитие ЛГБТ-движения в России, за несколько недель до этого организатор Гуля Султанова вошла в состав жюри премии «Тедди» на Берлинале. Также весной 2010 года фестиваль «Бок о бок» принял участие в Международном кинофестивале против расизма и ксенофобии «Открой глаза!» с документальным фильмом «Джорджи герл». При этом под давлением администрации кинотеатр «Родина» отказался от показа, а кинотеатр «Дом кино» провел показы с условием запрета упоминания ЛГБТ-кинофестиваля. В рамках Недели против гомофобии 2010 в Петербурге были показаны две части документального фильма «ВИЧ и Я» Стивена Фрая) и зачитано обращение актёра к российской публике. В рамках этих кинопоказов состоялись дискуссии на тему профилактики ВИЧ/СПИДа  и стигматизации ВИЧ-положительных людей в обществе.

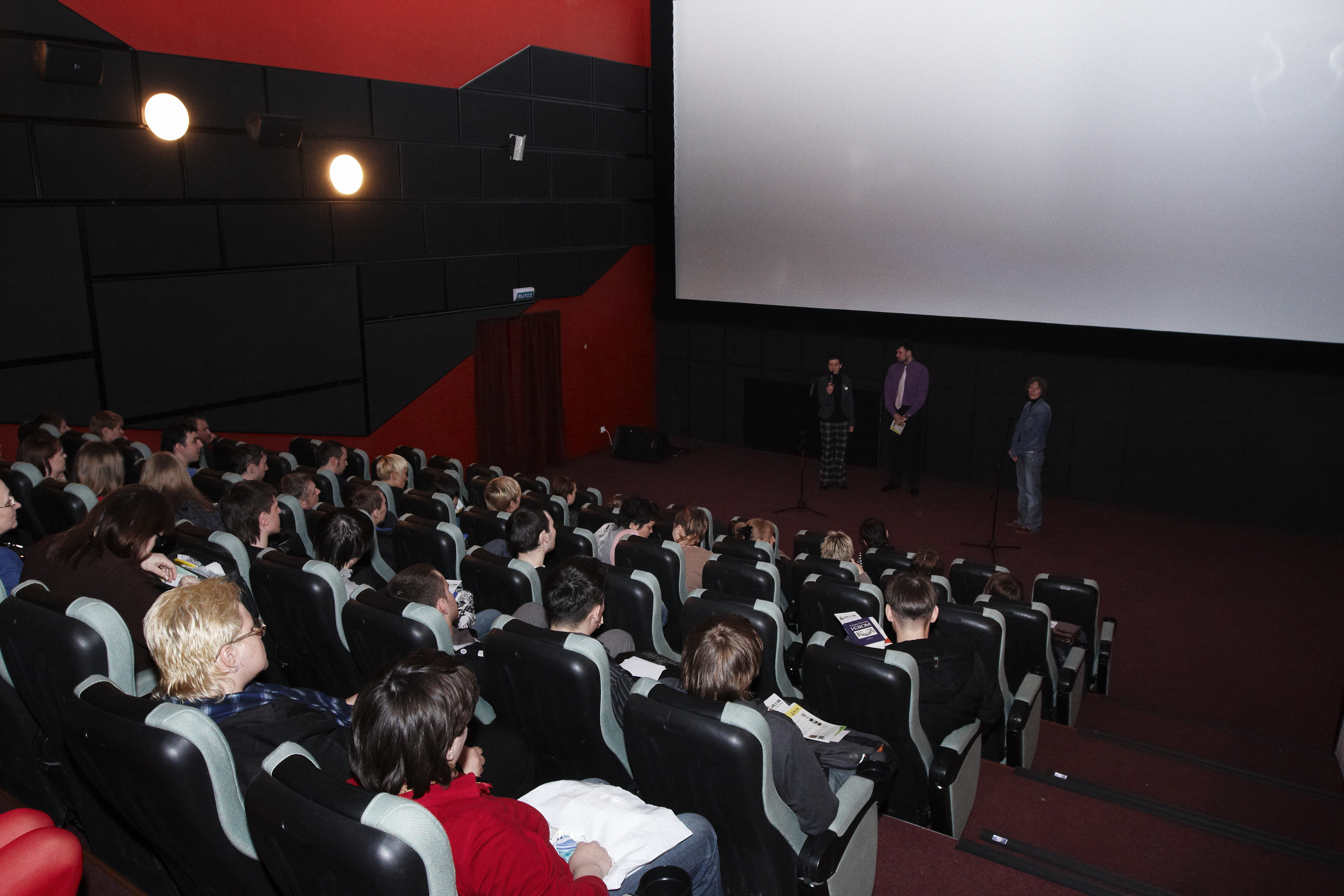
Открытие фестиваля в Новосибирске состоялось на официальной площадке при поддержке Департамента культуры

В апреле 2010 года ЛГБТ-кинофестиваль «Бок о бок» проделал два выездных тура — в Кемерово и Новосибирск. В Новосибирске фестиваль прошёл с 15 по 18 апреля при поддержке департамента культуры Новосибирской области и Института имени Гёте, он привлёк много внимания зрителей и прессы: мероприятия «Бок о бок» посетило около 700 человек. В Кемерове показ фильмов должен был состояться с 17 по 19 апреля в двух официальных городских кинозалах. Администрация города первоначально поддерживала фестиваль, однако за 2 дня до открытия кардинально изменила свою позицию. В результате оба кинозала отказались от показов, но фестиваль всё же состоялся на частных площадках «подпольно» — без открытого анонсирования.

«Согласно 5-й статье Всеобщей декларации прав человека у каждого есть право на проведение и посещение культурного мероприятия. Мы реализовали это право в Новосибирске — и это было яркое и успешное событие культурной и общественной жизни столицы Сибири. В Кемерове мы столкнулись с дискриминацией. Однако мы будем продолжать работать и добиваться реализации наших прав»— учредительница кинофестиваля Мэнни де Гуэр
В июле при поддержке региональной ЛГБТ-организации «Ракурс» фестиваль планировалось провести в Архангельске, однако из-за противодействия религиозных и националистических групп, оказавших давление на местные власти, его пришлось провести также «подпольно» — в закрытом режиме.
18 сентября 2010 года в рамках второго Международного фестиваля квир-культуры состоялся показ социальных роликов израильского сборника «Cut Homophobia» и дискуссия на тему «Несправедливость. Бесправие. Дискриминация. Волнуют ли эти вопросы российских художников?».

## III кинофестиваль в 2010 году

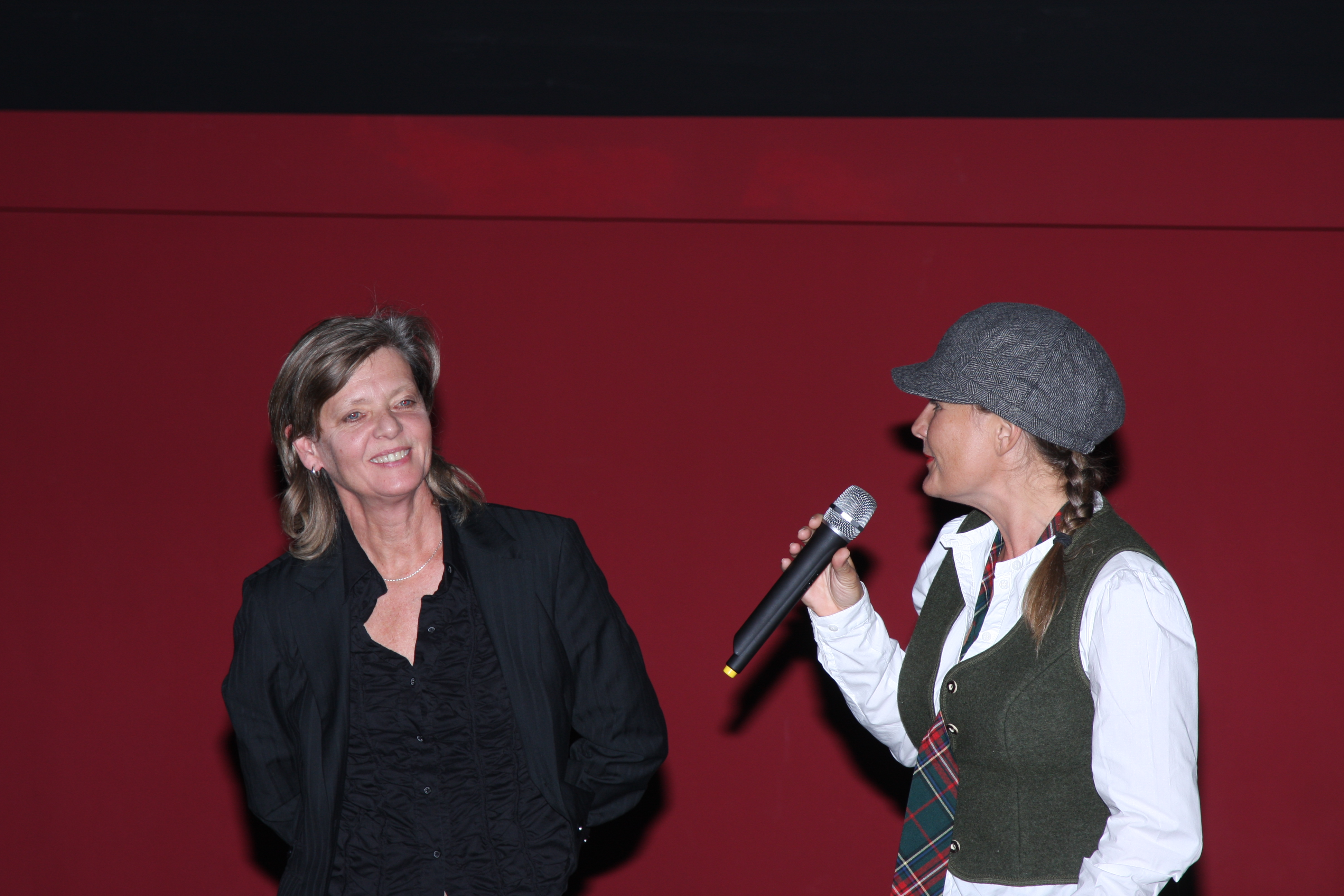
Датские режиссёры Ибен Хаар Андерсен и Минна Гросс на церемонии открытия

Проведение фестиваля, намеченного на период с 15 по 23 октября 2010 года, поддержали испанский режиссёр Педро Альмодовар, американский сценарист и режиссёр Гас Ван Сент, британский режиссёр Кен Лоуч, британский актёр, режиссёр и писатель Стивен Фрай, российский актёр и художник Сергей Бугаев (Африка) и кинокритик Михаил Трофименков. Позже к ним присоединились британский актёр Иэн Маккеллен, глава Комиссии по правам человека в Совете Европы Томас Хаммерберг, британский писатель и режиссёр Майк Ли, певец Марк Алмонд, американский режиссёр Брюс Ля Брюс.
В 2010 году кинофестиваль прошёл на открытых площадках города и без противодействия. В программе впервые появилась секция мультипликации. Прошла выставка плакатов ЛГБТ-кинофестивалей  из Европы, Азии, Америки и Африки, призванная визуально показать историю развития ЛГБТ-кинофестивалей. Внеконкурсная программа под названием «Любовь за железным занавесом» представила раритетные фильмы, снятые в странах социалистического лагеря: венгерский фильм 1982 года «Глядя друг на друга» режиссёра Кароя Макка, фильм из ФРГ режиссёра Виланда Шпека «Западник» и «Камин-аут» режиссёра Хайнера Карова — последний фильм ГДР, вышедший за несколько часов до падения Берлинской стены.
Фестиваль посетили специальные гости: датские документалистки Ибен Хаар Андерсен и Минна Гросс, шведский аниматор Лассе Перссон, немецкий актёр Маттиас Фрайхоф, израильский режиссёр Томер Хейманн, турецкая трансгендерная активистка, героиня фильма «Я и Нури Бала» Эсмерей, российский режиссёр Дмитрий Грибанов, кинокритик Олег Ковалов. Прошли дискуссионные столы по вопросам детей в однополых семьях, по правам трансгендерных людей в России и Турции, принятию близким окружением ЛГБТ-идентичности, по движению за права ЛГБТ в России и мире, и другие.
В этом году кинофестиваль обрёл визуальное воплощение своей награды, которым стала такса БоБик (аналог берлинского медведя Тедди и венецианского Квир-Льва). Прототипом БоБика стала собака учредительницы фестиваля Мэнни де Гуэр, а название — сокращение от названия фестиваля «Бок О Бок».

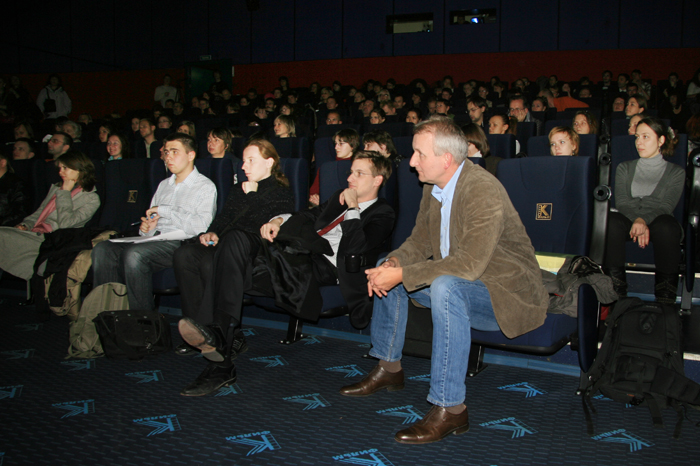
На церемонии открытия. Директор Института Гёте Фридрих Дальхау.
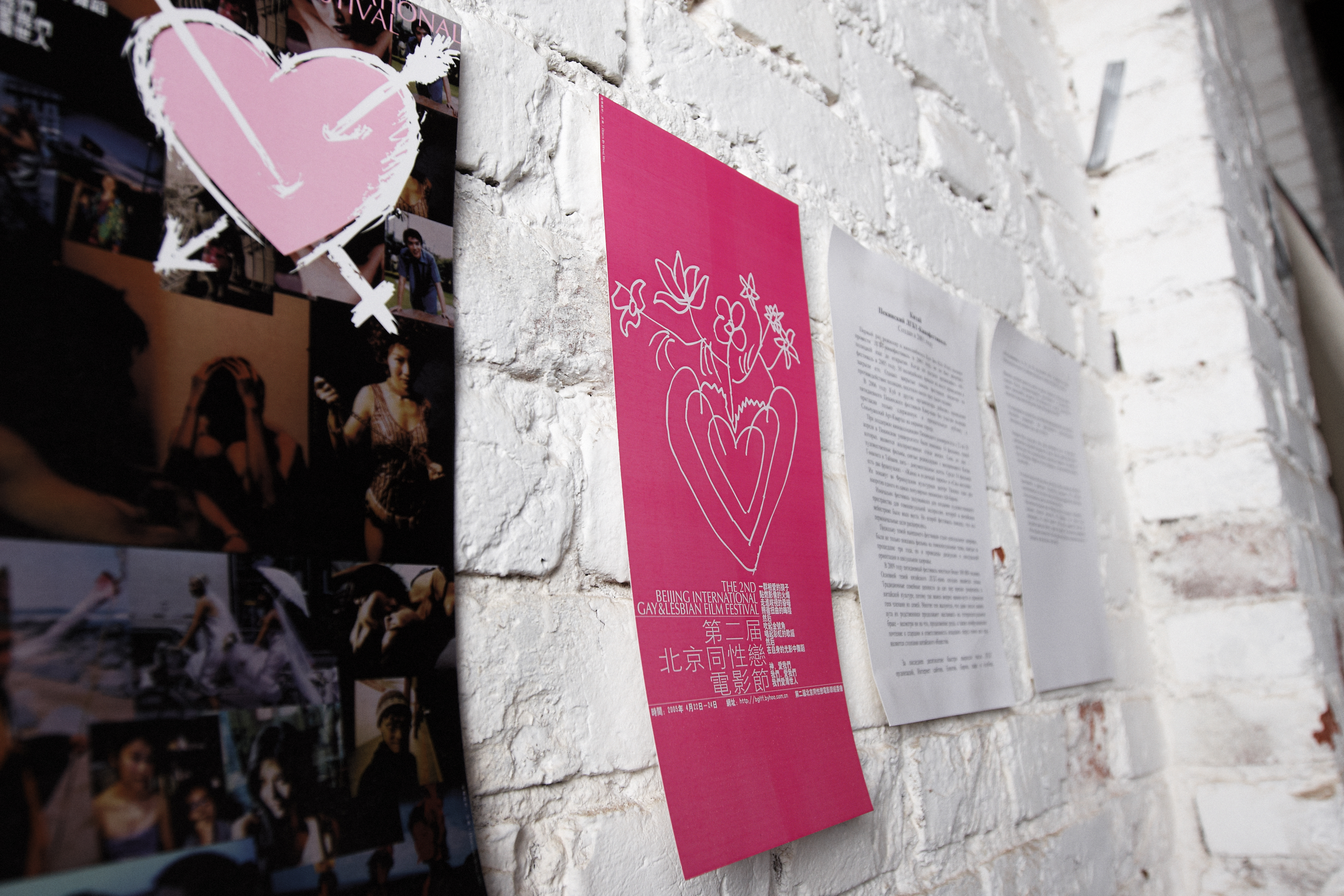
Выставка афиш ЛГБТ-кинофестивалей
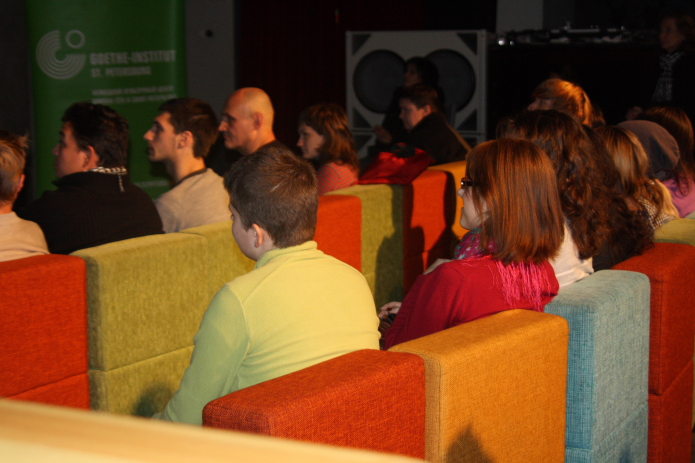
Радужный интерьер кинозала клуба «Эфир»
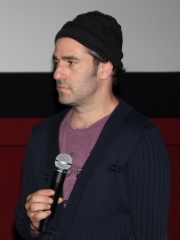
Израильский режиссёр Томер Хейманн на церемонии открытия.

### Конкурсная программа
В конкурсную программу 2010 года вошли 4 художественных (среди них один российский), 4 документальных, 14 короткометражных фильмов. Появилась секция анимационного кино, представленная 12 картинами.
| Игровые фильмы | Документальные фильмы | Короткометражные фильмы | Анимационные фильмы |
| --- | --- | --- | --- |
| - «Я убил свою маму», реж. Ксавье Долан, Канада, 2009 - «Молитвы за Бобби», реж. Рассел Малкэхи, США, 2009 - «Мой друг из Фару», реж. Нана Неул, Германия, 2008 - «Питер Москва», реж. Дмитрий Грибанов, Россия, 2010 | - «Здравствуйте, меня зовут лесбиянка», реж. Ибен Хаар Андерсен и Минна Гросс, Дания, 2009 - «Я снял кино о моей любви», реж. Томер Хейманн, 2009 - «Я и Нури Бала», реж. Мелиса Онел, Турция, 2009 - «Стоунволльский бунт», реж. Кейт Дэвис и Дэвид Хейльбронер, США, 2010 | - «День рождения», реж. Дженифер Мальмквист, Швеция, 2010 - «Акула-молот», реж. Сэм Донован, Великобритания, 2009 - «Тигрёнок», реж. Анна Карин Андресон, Швеция, 2006 - «Курочки и цыплята», реж. Бекки Лейн, США, 2009 - «Ты, я и он», реж. Даниэль Рибейро, Бразилия, 2007 - «Сокаррат», реж. Давид Морено, Испания, 2009 - «Ты всегда так улыбался», реж. Парк Сан, Корея, 2009 - «МАРС», реж. Маркус Ричардт, Германия, 2007 - «Пятничный ребёнок», реж. Том Китц, Дания, 2010 - «Надежда», реж. Ян Коблер, Чехия, 2009 - «Революция местного значения», реж. Микка Лескинен, Финляндия, 2010 - «510 метров над уровнем моря», реж. Керстин Полте, Швейцария, 2005 - «Королева», реж. Кристина Шо, США, 2009 | - «Гас и Вальдо», реж. Массимо Фенати, Великобритания, 2007 - «Рука в руке», реж. Лассе Перссон, Швеция, 1996 - «Выслушать», реж. Сьюзан Джастин, Канада, 2004 - «Сорванец», реж. Джоанна Грибель, США, 2008 - «Наполненный водой», реж. Элка Керкхофс, Австралия, 2006 - «Бикини», реж. Лассе Перссон, Швеция, 2004 - «Дорогой папа, с любовью, Мария», реж. Ванс Масколи, США, 2009 - «Ханни-Банни», реж. Лассе Перссон, Швеция, 1992 - «Не плачь, Маунг-я: потечёт тушь», реж. Джин Йон-квонг, Южная Корея, 2007 - «Соло», реж. Марта Ньюбиггинг, Канада, 2005 - «Стрижка», реж. Сьюзан Джастин, Канада, 2008 - «Чамп и Кламп», реж. Штефан Захер, Германия, 2008 |

### Жюри

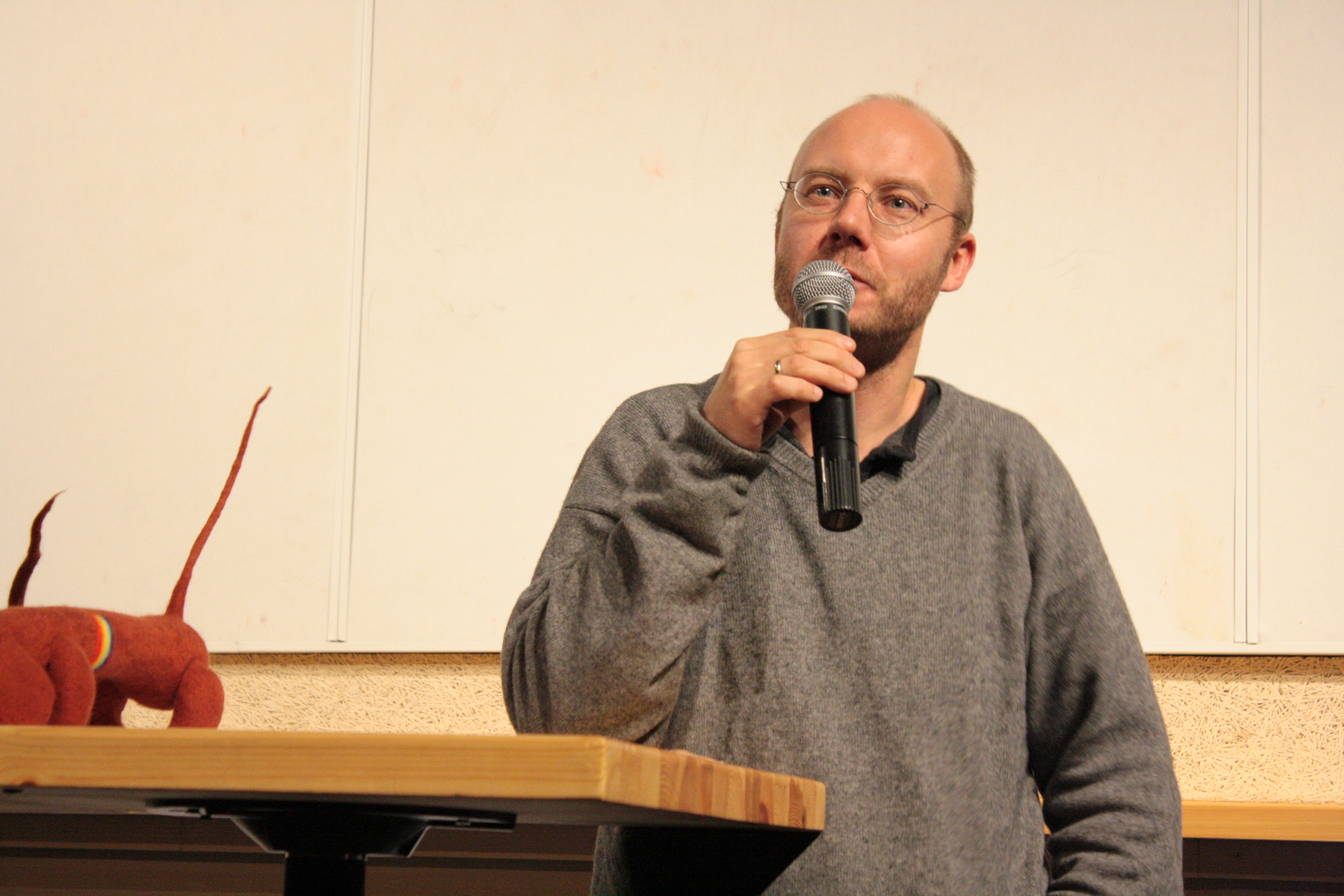
Антуан Каттин на церемонии награждения победителей кинофестиваля.

- Глюкля (Наталья Першина-Якиманская) — петербургская художница, режиссёр, сценаристка, акционистка, создательница арт-сообщества «Фабрика найденных одежд».
- Серж Головач — московский художник, фотограф и благотворитель.
- Дмитрий Дубровский — правозащитник и гражданский активист, преподаватель СПбГУ и Смольного института свободных искусств и наук.
- Антуан Каттин (нем. Antoine Cattin) — кинодокументалист, редактор киножурнала «Hors-Champ». Известен в России по совместным работам с Павлом Костомаровым.

### Награды
- Лучший игровой фильм — «Мой друг из Фару» («Mein Freund aus Faro»), режиссёр Нана Нойл, Германия, 2008
- Лучший документальный фильм — «Я снял кино о моей любви» («I Shot My Love»), режиссёр Томер Хейманн, Израиль/Германия, 2009
- Лучший короткометражный фильм — «Акула-молот» («Hammerhead»), режиссёр Сэм Донован, Великобритания, 2009
- Лучший анимационный фильм — «Рука в руке» («Hand in Hand»), режиссёр Лассе Перссон, Швеция, 1996
- Приз зрительских симпатий — «Здравствуйте, меня зовут лесбиянка» («Hello, My Name is Lesbian»), режиссёры Ибен Хаар Андерсен & Минна Гросс, Дания, 2009

### Последующие события
В декабре 2010 года «Бок о бок» предоставил фильм «Право на наследие» для программы кинофестиваля «32 мая», что вызвало недовольство некоторых чиновников из администрации Санкт-Петербурга.
В конце марта 2009 года кинофорум планировал принять участие с фильмом «Молитвы за Бобби» в фестивале «Открой глаза!». Однако городские площадки Санкт-Петербурга (кинотеатры «Дом Кино» и «Родина») отказались от показов «по идеологическим причинам», а после давления со стороны прокуратуры разорвал договор аренды Фонд Михаила Шемякина. Также состоялись выставка и показ в рамках Недели Германии
В 2010 году успешно прошла серия кинопоказов в Новосибирске и Кемерове: в феврале на тему камин-аута, в апреле в рамках Недели против гомофобии. В мае кинофестиваль показал свою программу 2010 года на открытых площадках, в отличие от прошлогодних событий мероприятие прошло без инцидентов.
В июне 2011 года были запланированы гастроли в Томске, но в день открытия под давлением городской администрации площадки отказались от показов, в результате чего кинофорум был перенесён на другие площадки. В сентябре планировались показы в Архангельске.

## IV кинофестиваль в 2011 году

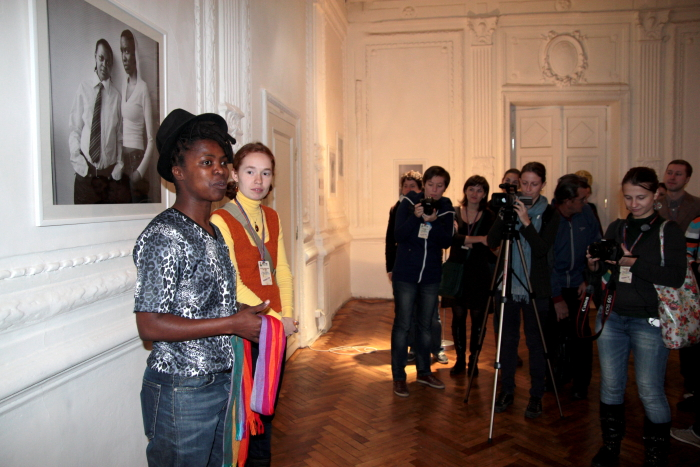
Занеле Мухоли на открытии выставки

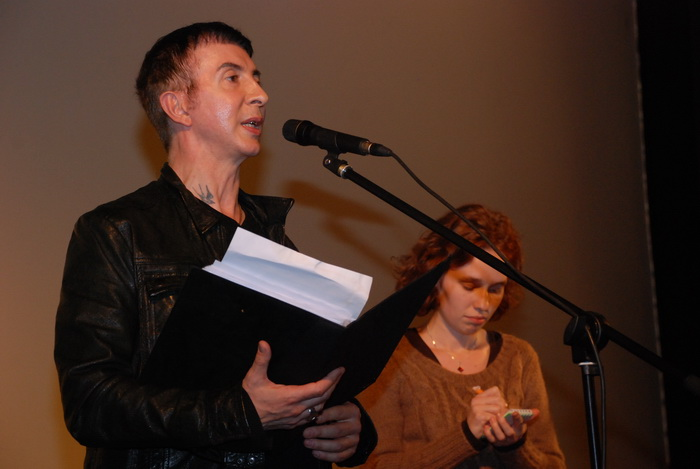
Марк Алмонд обращается к зрителям

Четвёртый кинофестиваль прошёл с 21 по 30 октября 2011 года. Среди приглашённых гостей: певец Марк Алмонд, фотограф и визуальная активистка Занеле Мухоли, режиссёр Яир Кедар, документалист Маркус Линден (швед. Markus Lindeen), ЛГБТ-активист Роман Калинин, журналист Елена Костюченко, директор кинофестиваля «Завтра/Tomorrow» Антон Мазуров и другие. В рамках кинофестиваля прошла персональная фотовыставка Занеле Мухоли «Indawo Yami / My Place / Моё место», состоялись дискуссии и встречи со специальными гостями. Девиз кинофорума в этом году «У нас есть история», который подчёркивает особый интерес к ретроскопии ЛГБТ-сообщества в мире и в России. На фестивале был учреждён «Родительский клуб», который объединил российских родителей гомосексуалов.
Во внеконкурсной программе был показан документальный экспериментальный фильм «Нитратные поцелуи» режиссёра Барбары Хэммер, которая прислала послание к российскому ЛГБТ-сообществу, а фильм «Жертва» режиссёра Бэзила Дирдена был представлен Марком Алмондом. После этих показов состоялись дискуссии по истории геев и лесбиянок в России и Великобритании, а также роли кино в её фиксации и творении. Также прошли круглые столы по поводу взаимоотношений церквей мира и ЛГБТ, гендерной цензуре в российских СМИ.

### Конкурсная программа
В конкурсную программу 2011 года вошли 5 художественных, 7 документальных фильмов и 13 короткометражных кинолент.
| Игровые фильмы | Документальные фильмы | Короткометражные фильмы |
| --- | --- | --- |
| - «Сорванец», реж. Селин Сьямма, Франция, 2011 - «Урожай (Город, страна, река)», реж. Беньямин Канту, Германия, 2011 - «Патрик 1,5», реж. Элла Лемхаген, Швеция, 2008 - «Тайные дневники мисс Энн Листер», реж. Джеймс Кент, Великобритания, 2010 - «Блуждающие мины», реж. Ферзан Эзпетек, Италия, 2011                              | - «Трудная любовь», реж. Занеле Мухоли, ЮАР, 2010 - «Рыба на суше», реж. Кай Дикенс, США, 2009 - «Homo@lv», реж. Каспарс Гоба, Латвия, 2010 - «Гей-дни», реж. Яир Кедар, Израиль, 2009 - «Сожалеющие», реж. Маркус Линден, Швеция, 2010 - «Подлинная история Энн Листер», реж. Мэтью Хилл, Великобритания, 2010 - «Швейцарская бунтарка: Аннемария Шварценбах 1908—1942», реж. Кароль Бонштайн, Швейцария, 2000 | \| - «Квир-зонтик», реж. Роза Миддлтон, Великобритания, 2010 - «Капучино», реж. Тамер Руггли, Швейцария, 2010 - «Лавка пряностей», реж. Майкл Кам, Сингапур, 2010 - «1977», реж. Пеке Варела, Великобритания, 2007 - «Расстояние между», реж. Майкл Фад, Австралия, 2009 - «Поколения», реж. Барбара Хэммер[англ.] и Джинна Кардуччи, США, 2011 \| - «Разум», реж. Эмма Кримингс, Австралия, 2011 - «Бородатый мужчина», реж. Мария Павлиду, Германия, 2011 - «Джеймс Дин», реж. Люси Эстен Эллиот, Великобритания, 2010 - «Спиральный переход», реж. Эван Дуарте, США, 2010 - «Традиционные мысли», реж. Рик Форстер, Великобритания, 2010 - «Я — просто Аннеке», реж. Джонатан Скурник, США/Канада, 2010 - «Франсуа Шарль», реж. Ханна Хилард, Австралия, 2009 \| |
| - «Квир-зонтик», реж. Роза Миддлтон, Великобритания, 2010 - «Капучино», реж. Тамер Руггли, Швейцария, 2010 - «Лавка пряностей», реж. Майкл Кам, Сингапур, 2010 - «1977», реж. Пеке Варела, Великобритания, 2007 - «Расстояние между», реж. Майкл Фад, Австралия, 2009 - «Поколения», реж. Барбара Хэммер и Джинна Кардуччи, США, 2011 | - «Разум», реж. Эмма Кримингс, Австралия, 2011 - «Бородатый мужчина», реж. Мария Павлиду, Германия, 2011 - «Джеймс Дин», реж. Люси Эстен Эллиот, Великобритания, 2010 - «Спиральный переход», реж. Эван Дуарте, США, 2010 - «Традиционные мысли», реж. Рик Форстер, Великобритания, 2010 - «Я — просто Аннеке», реж. Джонатан Скурник, США/Канада, 2010 - «Франсуа Шарль», реж. Ханна Хилард, Австралия, 2009   | |

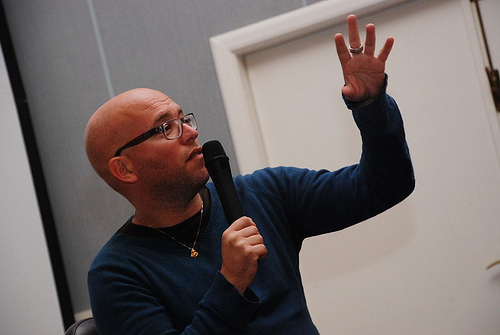
Режиссёр Яир Кедар
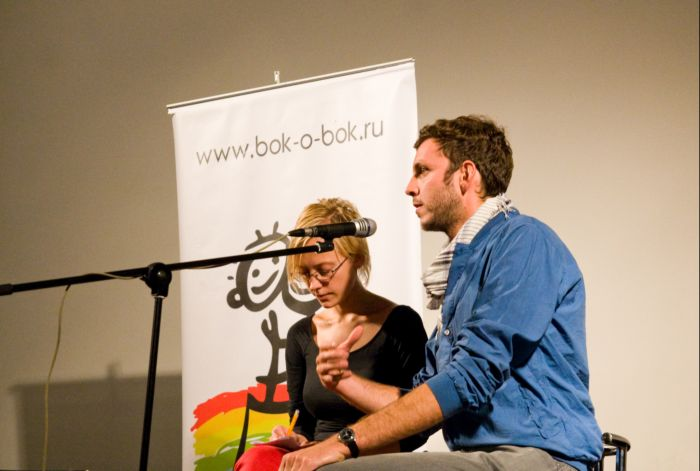
Режиссёр Беньямин Канту
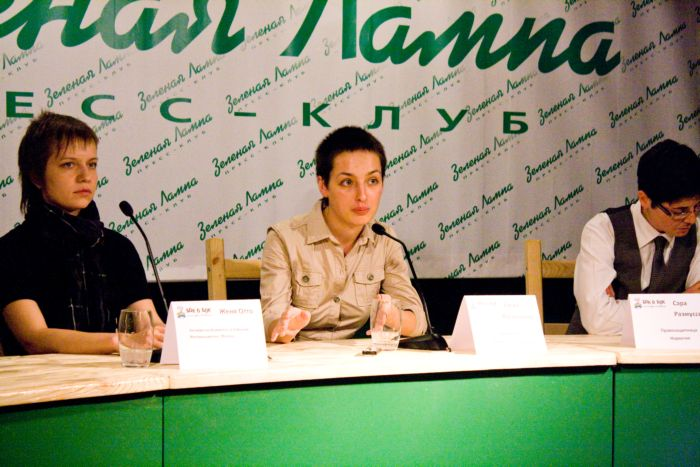
Активистка Комитета за рабочий Интернационал (КРИ) Женя Отто и ЛГБТ-активистка и журналистка Елена Костюченко
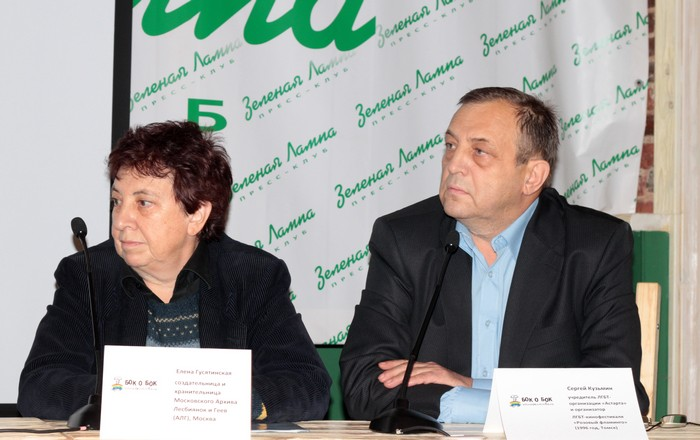
Пионеры гей-активизма в России Елена Гусятинская (Москва) и Сергей Кузьмин (Томск)

### Жюри кинофестиваля
- Маша Годованная — магистр кино и видео (Бард Колледж[англ.]), преподавательница Смольного института, независимый куратор кинопроектов и режиссёр;
- Нина Савченкова — доктор философских наук, руководительница программы «Кино и видео» Смольного института, зав. кафедрой философии и психоаналитической критики Восточно-Европейского Института Психоанализа;
- Алексей Левин — киножурналист, организатор кинофестивалей;
- Юлия Суржанская — аспирант философского факультета Томского государственного университета, гражданская активистка;
- Дмитрий Цветков — активист движения за права животных, музыкант и фотограф.

### Награды
- Лучший игровой фильм — «Урожай» («Stadt Land Fluss»), режиссёр Беньямин Канту, Германия, 2011.
- Лучший документальный фильм — «Сожалеющие» («Regretters»), режиссёр Маркус Линден, Швеция, 2010.
- Лучший короткометражный фильм — «Разум» («Mind»), режиссёр Эмма Кримингс, Австралия, 2011.
- Приз зрительских симпатий — «Патрик 1,5» («Patrik 1,5»), режиссёр Элла Лемхаген, Швеция, 2008.
- Специальное упоминание жюри — «Поколения» («Generations»), режиссёров Барбары Хэммер[англ.] и Джинна Кардуччи, США, 2011.
- Лучший фильм по мнению генерального информационного партнёра — «1977», режиссёра Пеке Варела, Великобритания, 2007.

### Последующие события

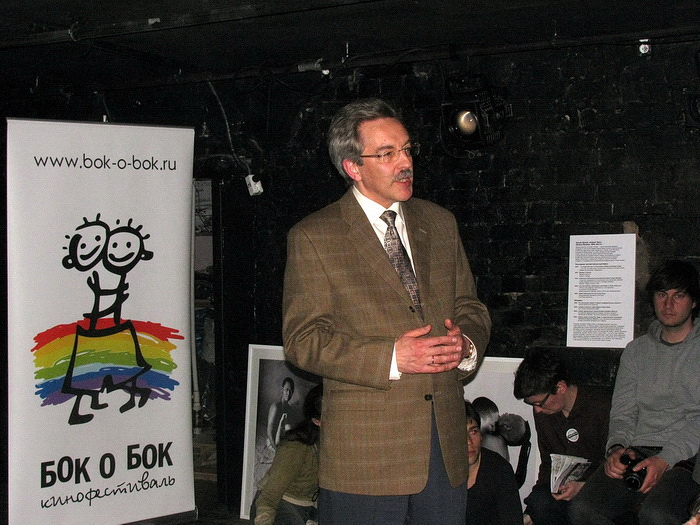
Уполномоченный по правам человека в Санкт-Петербурге А. В. Шишлов на кинопоказе

В 2012 году кинофестиваль активно принимал участие в кампании по противодействию принятию в России законов о запрете «пропаганды гомосексуализма», его активисты выступили в качестве соорганизаторов ряда акций протеста в Санкт-Петербурге, Костроме и Берлине.
В 2012 году прошли кинопоказы в Кемерове и Томске. На втором кинопоказе в Кемерове националисты выступили с угрозой физической расправы над участниками и зрителями кинофестиваля.
В апреле кинофестиваль принял участие в программе форума «Открой глаза!», на котором в защиту ЛГБТ выступили Уполномоченный по правам человека в Петербурге А. В. Шишлов и лидер петербургского отделения партии «Яблоко» М. Л. Резник.
В начале июня организаторы фестиваля сообщили о срыве кинопоказов в Кемерове из-за угроз националистов, а также действий властей и представителей МВД. В результате состоялся только один закрытый кинопоказ, на котором присутствовало всего несколько десятков зрителей. В это же время из-за угроз националистов и православных активистов был сорван финальный день кинопоказов в Новосибирске. В Томске фестиваль прошёл без помех.

#### I кинофестиваль  в Москве

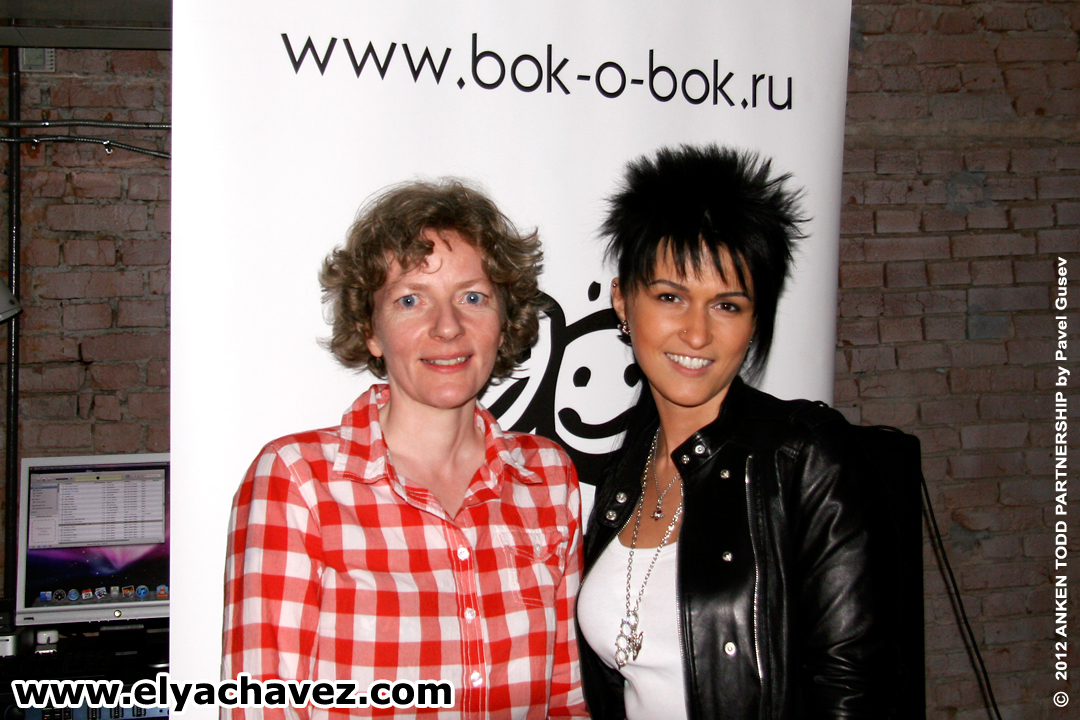
Мэнни де Гуэр и Эля Чавес

В апреле кинофестиваль впервые прошёл в Москве, при поддержке ряда европейских посольств, Музея имени А. Д. Сахарова и ряда деятелей искусства: Маркуса Линдена, Эллы Лемхаген, Томера Хейманна, Лукаса Штельтнера, Ибен Хаар Андерсена, Минны Гросс, Мартина Ц. Путна и Эли Чавес. Ряд активистов «Союза православных хоругвеносцев» провели пикетирование мероприятия.

## V кинофестиваль в 2012 году
С 25 октября до 3 ноября 2012 года в Санкт-Петербурге прошёл пятый кинофестиваль, на котором были показаны 37 фильмов из Кубы, Китая, Уганды, Бразилии, Чили, ЮАР, Великобритании, Швеции, Нидерландов и других стран. Впервые в конкурсной программе участвовало шесть российских фильмов, объединённых в сборник «Начало». Партнёром «Бок о бок»`а стал шведский кинофестиваль документального кино «Темпо», который предоставил для показа ряд раритетных картин. Кинофестиваль посетили режиссёры Эйтан Фокс (Израиль), Сева Галкин (Россия), Мариали Ривас (Чили), организатор ЛГБТ-кинофестиваля в Пекине и режиссёр Янг Янг, документалисты Сара Броос и Метте Аакерхольм Гардель (Швеция), режиссёр Михиль ван Эрп (Нидерланды) и активистка Стош Йовин (Уганда). На дискуссии также выступили член ПАСЕ Роберт Бидрон (Польша), председатель Российской ЛГБТ-сети Игорь Кочетков и глава организации АДЦ «Мемориал» Стефания Кулаева, председатель «Молодёжного Яблока» Юлия Алимова.
Несмотря на принятый в Петербурге антигомосексуальный закон, кинофестиваль прошёл без происшествий. Только в день открытия кинофорума гостиницу «Англетер», где проходил показ, вышли пикетировать два православных активиста.

### Конкурсная программа
В конкурсную программу 2011 года вошли 6 художественных, 9 документальных и 22 короткометражных фильма.
| Игровые фильмы | Документальные фильмы | Короткометражные фильмы |
| --- | --- | --- |
| - «Молодая и дикая», реж. Мариали Ривас, Чили, 2012 - «Весенняя лихорадка», реж. Лоу Е, Китай, 2009 - «Уик-энд», реж. Эндрю Хей, Великобритания, 2011 - «Йосси», реж. Эйтан Фокс, Израиль, 2012 - «Опасность красоты», реж. Оливер Херманус, ЮАР/Франция/Германия, 2011 - «Ночь», реж. Люси Маллой, США/Великобритания/Куба, 2012 | - «Наша история: 10 лет „партизанской войны“ Пекинского квир-кинофестиваля», реж. Янг Янг, Китай, 2011 - «Для тебя без остатка», реж. Сара Броос, Швеция, 2012 - «Зови меня «кучу»», реж. Малике Зухали-Воралл и Кэтрин Фейрфакс Райт, Уганда/США, 2012 - «Дешифровщик», реж. Клэр Беван, Великобритания, 2011 - «Без мужчин», реж. Метте Аакерхольм Гардель, Швеция, 2011 - «Люди-невидимки», реж. Ярив Мозер, Израиль, 2012, - «Теперь я женщина», реж. Михиль ван Эрп, Нидерланды, 2011 - «Возмущение», реж. Керби Дик, США, 2009 - «Не с нами», реж. Светлана Сигалаева, Россия, 2012                                                                         | \| - «В душе», реж. Мария Хосе Сан-Мартин, Чили, 2011 - «Типа того», реж. Эсмир Филью, Бразилия, 2006 - «Святая», реж. Маурисио Лопес Фернандес, Чили, 2012 - «Ключи», реж. Лукас Санта-Ана, Аргентина, 2011 - «Удавка», реж. Рафаэл Лесса, Бразилия, 2011 - «Многоэтажки», реж. Мариали Ривас, Чили, 2011 - «Мила Каос», реж. Симон Х. Петау, Куба/Германия, 2011 - «Слияние двух верных душ», реж. Эндрю Стегголл, Великобритания, 2010 - «Безобразие», реж. Дебора Келли, Австралия, 2011 - «Почему Господь меня ненавидит?», реж. Джоэл Маккарти, США, 2011 - «Шарлотта», реж. Дэниел Монкс, Австралия, 2011 \| - «Мир над головой», реж. Питер Марчиас, Италия, 2012 - «На глубине», реж. Бреттен Хэннам, Канада, 2011 - «Крик Сары», реж. Хуанан Мартинес, Испания, 2011 - «Матильда/Мэтью», реж. Корали Проспер, Франция, 2011 - «Защити меня от моих желаний», реж. Хулио Марти, Начо Руперес, Испания, 2011 - «Начало», реж. Елеонора Збанкэ, Россия, 2012 - «Три раза про это: Ярослав», реж. Сева Галкин, Россия, 2011 - «П», реж. Валентина Корабельникова, Россия, 2011 - «Оттенки цвета мов», реж. Елена Устинова, Жанна Жунусова, Россия, 2012 - «Алтарь Инанны», реж. Ринат Миннеханов, Россия, 2012 - «Победа Урсулы», реж. Хулио Марти, Начо Руперес, Испания, 2011 \| |
| - «В душе», реж. Мария Хосе Сан-Мартин, Чили, 2011 - «Типа того», реж. Эсмир Филью, Бразилия, 2006 - «Святая», реж. Маурисио Лопес Фернандес, Чили, 2012 - «Ключи», реж. Лукас Санта-Ана, Аргентина, 2011 - «Удавка», реж. Рафаэл Лесса, Бразилия, 2011 - «Многоэтажки», реж. Мариали Ривас, Чили, 2011 - «Мила Каос», реж. Симон Х. Петау, Куба/Германия, 2011 - «Слияние двух верных душ», реж. Эндрю Стегголл, Великобритания, 2010 - «Безобразие», реж. Дебора Келли, Австралия, 2011 - «Почему Господь меня ненавидит?», реж. Джоэл Маккарти, США, 2011 - «Шарлотта», реж. Дэниел Монкс, Австралия, 2011 | - «Мир над головой», реж. Питер Марчиас, Италия, 2012 - «На глубине», реж. Бреттен Хэннам, Канада, 2011 - «Крик Сары», реж. Хуанан Мартинес, Испания, 2011 - «Матильда/Мэтью», реж. Корали Проспер, Франция, 2011 - «Защити меня от моих желаний», реж. Хулио Марти, Начо Руперес, Испания, 2011 - «Начало», реж. Елеонора Збанкэ, Россия, 2012 - «Три раза про это: Ярослав», реж. Сева Галкин, Россия, 2011 - «П», реж. Валентина Корабельникова, Россия, 2011 - «Оттенки цвета мов», реж. Елена Устинова, Жанна Жунусова, Россия, 2012 - «Алтарь Инанны», реж. Ринат Миннеханов, Россия, 2012 - «Победа Урсулы», реж. Хулио Марти, Начо Руперес, Испания, 2011 | |

### Жюри кинофестиваля
- Лидия Маслова — кинокритик, обозреватель ИД «Коммерсантъ»;
- Марина Потапова — сценарист, постановщик, журналист и преподаватель, одна из создателей проекта «СВОИ2000»;
- Михаил Железников — режиссёр-документалист, куратор кинофестиваля «Послание к человеку»;
- Ольга Липовская — феминистка, журналистка и переводчица, экс-руководитель «Петербургского центра гендерных проблем»;
- Мелисса Линдгрен — магистр искусств (Гётеборгский университет), программный директор кинофестиваля документального кино «Темпо».

### Награды
- Лучший игровой фильм — «Опасность красоты», режиссёр Оливер Херманус, ЮАР/Франция/Германия, 2011.
- Лучший документальный фильм — «Зови меня «кучу»[англ.]» («Call me kuchu»), режиссёры Малике Зухали-Воралл и Кэтрин Фейрфакс Райт, Уганда/США, 2012.
- Лучший короткометражный фильм — «В душе» («La Duche»), режиссёр Мария Хосе Сан-Мартин, Чили, 2011.
- Приз зрительских симпатий — «Дешифровщик[англ.]» («Codebreaker»), режиссёр Клэр Беван, Великобритания, 2011.
- Специальное упоминание жюри:

- «Для тебя без остатка» («För dig naken»), режиссёр Сара Броос, Швеция, 2012;
- «Теперь я женщина» («I’m a woman now»), режиссёр Михиль ван Эрп, Нидерланды, 2011;
- «Многоэтажки» («Blokes»), режиссёра Мариали Ривас, Чили, 2011;
- «Алтарь Инанны», режиссёр Ринат Миннеханов, Россия, 2012.

В 2012 году был учреждён специальный приз «Храбрый хвост», которым награждаются представители гражданского общества, выступившие в защиту прав российских ЛГБТ:
- Лучшее журналистское высказывание в поддержку ЛГБТ в России — коллектив журнала «Большой город»;
- Лучшее художественное высказывание в поддержу ЛГБТ в России — участницы панк-группы «Pussy Riot»;
- Лучшее высказывание политического или общественного деятеля за равные права ЛГБТ в России — политик Максим Резник.

### Последующие события
24 ноября в Петербурге состоялся кинопоказ, приуроченный к Дню памяти трансгендерных людей.
Осенью кинофестиваль начал информационную общественную кампанию «СТОП гомофобия!», призванной остановить принятия законов о запрете «пропаганды гомосексуализма» в России. Своё слово против нагнетания в обществе ненависти высказал среди прочих известный писатель Борис Акунин.
В декабре-январе состоялись кинопоказы в Москве. В марте вышла брошюра для журналистов о правильном словоупотреблении в ЛГБТ-тематике.
17 февраля прошёл кинопоказ и дискуссионный стол о проблеме принятия закона о «пропаганде гомосексуализма» в Томске. 2 марта состоялся кинопоказ и дискуссия о однополых семьях в Перми.
1 марта стартовал проект «Фильм месяца Архивная копия от 4 апреля 2013 на Wayback Machine». Каждый месяц на сайте кинофестиваля можно посмотреть один фильм из его программы.
В марте-апреле в Петербурге кинофестиваль принял участие в совместных программах с Факультетом свободных искусств и наук СПбГУ, кинофестивалем «32 мая», Неделей Германии в Санкт-Петербурге.
В мае прошли кинопоказы в Томске и Перми.
В июне кинофестиваль «Бок о бок» прошёл в третий раз в Томске.

#### II кинофестиваль в Москве
С 18 по 21 апреля 2013 года в Москве состоялся второй международный киноконкурс фестиваля «Бок о бок». За четыре дня киносмотров было показано 17 фильмов: 4 игровых, 4 документальных, 9 короткометражных (3 из них — российские). В дискуссиях и презентациях приняли участие: режиссёры Селин Сьямма, Сева Галкин и Елеонора Збанкэ, Оливер Херманус, священник Францискус прихода св. Михаэля в Берлине, представители Nuntiare et Recreare, правозащитник Анна Кирей, киновед Алексей Медведев, психологи Елена Рекина, Вячеслав Москвичев и другие.

#### Судебное преследование
В мае прокуратура в ходе массовых проверок некоммерческих организаций обвинила кинофестиваль в нарушении закона о «иностранных агентах», якобы тот занимается политической деятельностью. В это же время обвинения были предъявлены ещё двум правозащитным организациям: правозащитной ЛГБТ-организации «Выход» и Антидискриминационному центру «Мемориал». Организаторы кинофорума опротестовали решение прокуратуры в суде. Слушания прошли 24 мая, став первым в Петербурге судебным процессом по спорному закону. С обвинениями в адрес ЛГБТ-организаций выступил депутат Виталий Милонов в ходе акции 17 мая в День борьбы с гомофобией, приуроченной к убийству Влада Торнового
Суд начался со скандала о недопущении прессы на открытый процесс, в итоге он был перенесён на 6 июня. На втором заседании кинофестиваль был признан виновным и приговорён к штрафу в 500 тысяч рублей. 26 июля районный суд подтвердил решение мирового суда, однако снизил штраф до 400 тысяч. 9 августа мировым судом на том же основании была оштрафована на 300 тысяч директор кинофестиваля Гульнара Султанова.
30 августа 2013 года Уполномоченный по правам человека Владимир Лукин подал обращение в Конституционный суд на предмет несоответствия «закона об иностранных агентах» Конституции. Основанием для этого послужило осуждение по нему четырёх организаций, в том числе кинофестиваля «Бок о бока». Президентский совет по правам человека заявил, что данная жалоба является аргументом в пользу пересмотра данного закона.
4 октября 2013 года в Городской суд Санкт-Петербурга оправдал кинофестиваль и отменил решения предыдущих двух судов, отметив неправильное толкование закона и грубые процессуальные нарушения. 4 ноября районный суд прекратил производство по делу в отношении Гульнары Султановой.

## VI кинофестиваль в 2013 году
С 21 до 30 ноября 2013 года в Санкт-Петербурге прошёл шестой кинофестиваль, программа которого включила в себя 32 фильма. На внеконкурсном показе оскароносного фильма «Харви Милк» в качестве почётных гостей присутствовали режиссёр Гас Ван Сент, сценарист Дастин Лэнс Блэк и продюсер Брюс Коэн. Среди гостей фестиваля были также режиссёры Йохен Хик и Андреас Штрофельд, Марта Каннингем, оператор Деннис Вилаэрт, создательница проекта «Дети-404» Лена Климова, политики Максим Резник, правозащитники Александр Шишлов и Наталья Евдокимова, активисты Эд Вулф, Беттина Дзиггель, Любовь Аркус. На дискуссии о перспективах ЛГБТ-движения в тоталитарных странах немецкие активисты и режиссёры отметили плохие перспективы для России. Также прошли обсуждения проблем ЛГБТ-подростков и сексуальном воспитании, проблеме эпидемии ВИЧ.
Фестиваль сопровождался многочисленными провокациями. Церемонии открытия, закрытия и ещё три дня фестиваля были нарушены из-за звонков неизвестных, которые сообщали о якобы минировании площадок кинопоказов, однако после проверок помещений кинопоказы возобновлялись. Депутат Виталий Милонов потребовал отобрать прокатное удостоверения у ряда фильмов фестиваля из-за того, что они «нарушают принципы общественной морали, нравственности». Помощник депутата Анатолий Артюх устроил потасовку с гей-активистом. В итоге, несмотря на то что одного из анонимов-минёров поймали, центр «Этажи» отказался от дальнейших кинопоказов. На другой день сам Милонов явился к кинопоказу и устроил скандал с подставными несовершеннолетними, обвиняя организаторов в нарушении закона о «пропаганде гомосексуализма».

### Конкурсная программа
В конкурсную программу 2013 года вошли 6 художественных, 5 документальных и 21 короткометражный фильм.
| Игровые фильмы | Документальные фильмы | Короткометражные фильмы |
| --- | --- | --- |
| - «Маттерхорн», реж. Дидерик Эббинге, Нидерланды, 2013 - «Лицо в зеркале», реж. Негар Азербайджани, Иран/Германия, 2011 - «Жизнь Адель», реж. Абделатиф Кешиш, Франция, 2013 - «Том на ферме», реж. Ксавье Долан, Франция/Канада, 2013 - «Во имя», реж. Малгожата Шумовска, Польша, 2012 - «Не выключай свет», реж. Айра Сакс, 2012 | - «Открытые геи и лесбиянки в ГДР», Йохен Хик и Андреас Штрофельдт, Германия, 2012 - «Лесбияна — параллельная революция», реж. Мирьям Фужер, Канада, 2012 - «Дорога святого Валентина», реж. Марта Каннингем, США, 2012 - «Место действия: кожаный бар», реж. Джеймс Франко и Трэвис Мэтьюс, США, 2012 - «Здесь были мы», реж. Дэвид Вейсмен, США, 2011 | \| - «Это не кино про ковбоев», реж. Бенжамен Паран, Франция, 2012 - «У тебя есть кошка?», реж. Джейсон Сакс, США, 2013 - «Бельгийская история», реж. Мирьям Доназис, Франция, 2012 - «Зазалэнд», реж. Маайен Коэн, Израиль, 2012 - «Тима», реж. Кристофер Столлери, Австралия, 2011 - «Конюшня для нерабочих лошадей», реж. Фабио Р. Юнис, Великобритания, 2012 - «По ту сторону зеркала», реж. Айрис Мур, Канада, 2012 - «На что пялишься?!», реж. Фарьял Велми, Великобритания, 2012 - «Ложечкой», реж. Брайан Хорк, США, 2013 \| - «Целуй меня нежно», реж. Энтони Схаттеман, Бельгия, 2012 - «Раздень меня», реж. Виктор Линдгрен, Швеция, 2013, - «Подпись», реж. Рафаэл Айдар, Бразилия, 2012 - «Холостячка», реж. Анна Линке, Германия, 2012 - «Стигма», реж. Фил Шварц, США, 2012 - «Ради Дориана», реж. Родриго Барриусо, Канада, 2012 - «Ошибка», реж. Тесса Миллесс, Австралия, 2012 - «Единственный гей на районе? Часть I», реж. Майкл Огден, Великобритания, 2011 - «Единственный гей на районе? Часть II», реж. Майкл Огден, Великобритания, 2011 - «Прикосновение», реж. Панкс Табао Солахес, Венгрия, 2013 - «Честен с тобой», реж. Даан Бол, Нидерланды, 2012 - «Общие корни», реж. Елена Ру, США, 2012 \| |
| - «Это не кино про ковбоев», реж. Бенжамен Паран, Франция, 2012 - «У тебя есть кошка?», реж. Джейсон Сакс, США, 2013 - «Бельгийская история», реж. Мирьям Доназис, Франция, 2012 - «Зазалэнд», реж. Маайен Коэн, Израиль, 2012 - «Тима», реж. Кристофер Столлери, Австралия, 2011 - «Конюшня для нерабочих лошадей», реж. Фабио Р. Юнис, Великобритания, 2012 - «По ту сторону зеркала», реж. Айрис Мур, Канада, 2012 - «На что пялишься?!», реж. Фарьял Велми, Великобритания, 2012 - «Ложечкой», реж. Брайан Хорк, США, 2013 | - «Целуй меня нежно», реж. Энтони Схаттеман, Бельгия, 2012 - «Раздень меня», реж. Виктор Линдгрен, Швеция, 2013, - «Подпись», реж. Рафаэл Айдар, Бразилия, 2012 - «Холостячка», реж. Анна Линке, Германия, 2012 - «Стигма», реж. Фил Шварц, США, 2012 - «Ради Дориана», реж. Родриго Барриусо, Канада, 2012 - «Ошибка», реж. Тесса Миллесс, Австралия, 2012 - «Единственный гей на районе? Часть I», реж. Майкл Огден, Великобритания, 2011 - «Единственный гей на районе? Часть II», реж. Майкл Огден, Великобритания, 2011 - «Прикосновение», реж. Панкс Табао Солахес, Венгрия, 2013 - «Честен с тобой», реж. Даан Бол, Нидерланды, 2012 - «Общие корни», реж. Елена Ру, США, 2012 | |

### Жюри кинофестиваля
- Елена Костюченко — журналист, специальный корреспондент отдела информации «Новой газеты» и активист ЛГБТ-движения;
- Александр Марков — режиссёр документального кино и куратор кинопрограмм («Послание к человеку», «Гёте-Институт в Санкт-Петербурге», «Фестиваль африканского кино в Нью-Йорке»);
- Виктория Ломаско — художник-график, автор графических репортажей с политических судов, феминистка;
- Марина Штауденманн — основатель и директор "Международного фестивального агентства «Тур де Фильм»;
- Бард Иден (англ. Bard Iden) — директор квир-кинофестиваля «Skeive Filmer» в Осло.

### Награды
- Лучший игровой фильм — «Жизнь Адель», реж. Абделатиф Кешиш, Франция, 2013[191]
- Лучший документальный фильм — «Дорога святого Валентина», реж. Марта Каннингем, США, 2012
- Лучший игровой короткометражный фильм — «Раздень меня», реж. Виктор Линдгрен, Швеция, 2013
- Лучший документальный короткометражный фильм — «Честен с тобой», реж. Даан Бол, Нидерланды, 2012
- Приз зрительских симпатий — «Маттерхорн», реж. Дидерик Эббинге, Нидерланды, 2013
- Приз «Храбрый хвост»:
Лучшее журналистское высказывание в поддержку ЛГБТ в России — репортаж Архивная копия от 18 сентября 2016 на Wayback Machine Марианны Максимовской и Романа Супера на РЕН ТВ «Депутат Мизулина может быть довольна»
Лучшее художественное высказывание в поддержу ЛГБТ в России — проект «Love Is Legal» Архивная копия от 3 декабря 2013 на Wayback Machine («Любовь законна»).
Лучшее высказывание политического или общественного деятеля за равные права ЛГБТ в России — выступление Архивная копия от 25 ноября 2020 на Wayback Machine Бориса Немцова против законопроекта о «пропаганде нетрадиционных сексуальных отношений».

### Последующие события

#### III кинофестиваль в Москве
Сроки проведения III Международного ЛГБТ-кинофестиваля в Москве: 24 — 27 апреля 2014 года.

## VII кинофестиваль в 2014 году
С 20 по 29 ноября 2014 года в Санкт-Петербурге прошёл седьмой кинофестиваль, программа которого включила в себя более 30 фильмов, среди которых победители и участники ММКФ, Sundance Film Festival, Каннского и Берлинского кинофестивалей. Гордостью VII кинофестиваля «Бок о бок», по мнению его организаторов, стали две картины, которые недавно были представлены своими странами на получение премии «Оскар». Это бразильский игровой фильм «Сегодня я пойду домой один», рассказывающий о взрослении, дружбе и сложностях первой любви, и фильм «Круг» (Швейцария), который, используя смешение игрового и документального жанров, повествует о становлении ЛГБТ-движения в Швейцарии. Показы кино, дискуссии и встречи с режиссёрами из России, Швеции, США, Германии и Финляндии проходили на площадке «МОРЕ», «FREEDOM», в отелях «Кемпински» и «Сокос». Среди гостей фестиваля присутствовали директор по правовым вопросам организации Immigration Equality Аарон Моррис, режиссёр Ольга Привольнова, руководительница Шведского института кино Анна Сернер, финская активистка и художница Катрина Росаваара и многие другие.
Тем не менее, открытие кинеофестиваля было омрачено сотрудниками прокуратуры Центрального района, которые потребовали от организатора кинофестиваля Гули Султановой документы, подтверждающие законность мероприятия, прокатные удостоверения на все фильмы, а также вручили обширный запрос на целый пакет документов, которые надо было срочно принести

### Конкурсная программа
В конкурсную программу 2014 года вошли 6 художественных, 6 документальных и 15 короткометражных фильмов, разделенных на 2 категории: «Куча-мала» и категория для российских режиссёров «1 день из жизни». Показ фрагментов из фильмов «Путешествие с Туве», «Хару, остров уединения» и «Туве и Туути в Европе», показывающих жизнь Туве Янссон и её партнёрши Тууликки Пиетилля, проходил вне конкурсной программы.
| Игровые фильмы | Документальные фильмы | Короткометражные фильмы |
| --- | --- | --- |
| - «Сегодня я пойду домой один», реж. Даниэль Рибейру, Бразилия, 2014 - «Что-то должно сломаться», реж. Бергсмарк, Швеция, 2014 - «Виолетт», реж. Мартен Прово, Франция/Бельгия, 2013 - «52 вторника», реж. Софи Хайд, Австралия, 2013 - «Любовь — странная штука», реж. Айра Сакс, США, Греция, Бразилия, 2014 - «Поцелуй меня», реж. Александра Тереза Кейнинг, Швеция, Дания, Германия, 2011 | - «Битва полов», Джеймс Эрскин и Зара Хейс, Великобритания, 2013, - «Круг», реж. Штефан Хаупт, Швейцария, 2014 - «Алекс и Али», реж. Малакай Леопольд, Турция — США, 2011—2014 - «Мэтт Шепард — мой друг», реж. Мишель Хосуэ, США, 2013, 104 мин. - «Юлия», реж. Йоханна Джеки Байер, Германия — Литва, 2013 - «Глядя на Сьюзен Зонтаг», реж. Нэнси Кейтс, США, 2014 | \| - «Какой у тебя знак?», реж. Алекс Сиоу, США, 2014 - «Последнее прощание», реж. Каспер Андреас, Швеция, 2013 - «Я люблю фанатов», реж. Ян-Дирк Боу, Нидерланды, 2013 - «Хочу быть такой», реж. Марко Калабрезе, Великобритания, 2014 - «Теперь ты знаешь», реж. Максим Сирлан, Греция, 2012 - «Быть Ставросом», реж. Джонотан Маклауд, Великобритания, 2013 - «Маленькая Вульва», реж. Сара Коппель, Дания, 2013 - «Новенна», реж. Анна Роджерс, Ирландия, 2014 - «Всё, что между», реж. Рушема Винберг, Швеция, 2014 - «Коротышка», реж. Санне Фогель, Нидерланды, 2013 - «Бендик и монстр», реж. Франк Мосвольд, Норвегия, 2014 \| - «Кто Эти?», реж. Ольга Привольнова, Россия — США, 2014 - «Праздничное интервью», реж. Алина Рудницкая, Россия — США, 2014 - «За закрытой дверью», реж. Кристина Квитко, Россия — США, 2014 - «Выйди из комнаты», реж. Ольга Привольнова, Россия — США, 2014 \| |
| - «Какой у тебя знак?», реж. Алекс Сиоу, США, 2014 - «Последнее прощание», реж. Каспер Андреас, Швеция, 2013 - «Я люблю фанатов», реж. Ян-Дирк Боу, Нидерланды, 2013 - «Хочу быть такой», реж. Марко Калабрезе, Великобритания, 2014 - «Теперь ты знаешь», реж. Максим Сирлан, Греция, 2012 - «Быть Ставросом», реж. Джонотан Маклауд, Великобритания, 2013 - «Маленькая Вульва», реж. Сара Коппель, Дания, 2013 - «Новенна», реж. Анна Роджерс, Ирландия, 2014 - «Всё, что между», реж. Рушема Винберг, Швеция, 2014 - «Коротышка», реж. Санне Фогель, Нидерланды, 2013 - «Бендик и монстр», реж. Франк Мосвольд, Норвегия, 2014 | - «Кто Эти?», реж. Ольга Привольнова, Россия — США, 2014 - «Праздничное интервью», реж. Алина Рудницкая, Россия — США, 2014 - «За закрытой дверью», реж. Кристина Квитко, Россия — США, 2014 - «Выйди из комнаты», реж. Ольга Привольнова, Россия — США, 2014 | |

### Жюри кинофестиваля
- Сергей Хазов-Кассиа — специальный корреспондент журнала The New Times, автор романа «Другое детство»;
- Леда Гарина — Режиссёр, сценарист, блогер;
- Иван Чувиляев — кинокритик;
- Павел Лопарев — один из основателей и режиссёр CATOUTanimationstudio;
- Мета Браун — бакалавр искусств по актёрскому мастерству, магистр по организации и планированию.

### Награды[197]
- Лучший игровой фильм — «Что-то должно сломаться», реж. Бергсмарк, Швеция, 2014
- Лучший документальный фильм — «Юлия», реж. Йоханна Джеки Байер, Германия — Литва, 2013
- Лучший игровой короткометражный фильм — «Хочу быть такой», реж. Марко Калабрезе, Великобритания, 2014
- Лучший документальный короткометражный фильм — «Кто эти?», реж. Ольга Привольнова, Россия/США, 2014
- Приз зрительских симпатий — «Мэтт Шепард — мой друг», реж. Мишель Хосуэ, США, 2013, 104 мин
- Специальный приз жюри — «52 вторника», реж. Софи Хайд, Австралия, 2013

### Последующие события

#### IV кинофестиваль в Москве
Сроки проведения IV Международного ЛГБТ-кинофестиваля в Москве: с 23 по 26 апреля 2015 года.

## XIII кинофестиваль в 2020 году
Традиционные оффлайн-киносеансы и интерактивные мероприятия состоятся в Санкт-Петербурге на площадке «Пальма» с 12 по 19 ноября. Их дополнят онлайн-показы фильмов и встречи в Zoom’е. В программу кинофеста включены около 30 фильмов со всего света: хиты международных фестивалей, громкие документальные ленты, сборники короткометражных игровых и анимационных картин, в том числе российских. Несмотря на пандемию, организаторы планируют провести дискуссии на важнейшие темы и обсуждения ряда представленных работ «в новом смешанном формате».
В конкурсе кинофестиваля будут участвовать фильмы-призёры и номинанты Берлинале, которые не покажут в российских кинотеатрах. Состоится обсуждение документального фильма «Раскрытие» с участием Лилли Вачовски и актрис из нашумевшего сериала «Поза». Камин-аут в 60+ в современном французском и гонконгском кино, места для квир-свиданий в ГДР и постсоветской Украине, в российской глубинке и лабиринтах аргентинского соцжилья, на «сторублевке», в центре Москвы, и в «Катькином саду» в Петербурге — об этих и многих других квир-пространствах в фильмах программы, новой книге статей и дискуссиях с участием её авторов.
Организаторов ЛГБТ-кинофестиваля «Бок о бок» в ноябре 2020 года вызвали в полицию и прокуратуру в рамках проверки, которую проводят по жалобе Виталия Милонова.
В ноябре 2020 года организаторы сообщили, что показы кинофестиваля «Бок о бок» в Петербурге в этом году отменяются на неопределенный срок.
26 августа 2021 года стало известно, что ЛГБТ-кинофестиваль «Бок о бок» обратился с жалобой в ЕСПЧ из-за срыва XIII международного ЛГБТ-кинофестиваля в Санкт-Петербурге.

## XIV кинофестиваль в 2021 году
XIV ЛГБТ-кинофестиваль «Бок о бок» состоится в Санкт-Петербурге с 11 по 25 ноября 2021 года. Оргкомитет фестиваля принял решение не проводить «Бок о бок» в Москве в 2021 году. Организаторы кинопроекта обещают показать 33 квир-фильма: игровых, документальных, полного и короткого метра. Будут в программе зарубежные и российские картины. Впервые в эфир выйдет студия BOB TV.
В июле 2021 года ЛГБТ-кинофестиваль «Бок о бок» представил первый выпуск подкаста «Квирь культуру». Авторы подкаста пообещали приглашать только тех, кто создает российскую квир-культуру.
16 ноября 2021 года Роскомнадзор заблокировал сайт ЛГБТ-кинофестиваля «Бок о бок» во время проведения XIV международного ЛГБТ-кинофестиваля.
17 ноября 2021 года, вслед за блокировкой сайта ЛГБТ-кинофестиваля «Бок о бок», Роскомнадзор заблокировал и сам доступ к онлайн-кинотеатру кинофестиваля.